# Історія української мови
Украї́нська мо́ва (вимовляється [ukrɑ'jınʲsʲkɑ 'mɔwɑ]) — одна з 30—40 найпоширеніших мов світу, поширена у південно-східній Європі, належить до слов'янської групи індоєвропейської мовної родини. Єдина державна мова в Україні, одна з трьох офіційних мов у Придністров'ї та одна з офіційних мов частини Сербії та муніципалітету Прудентополіс штату Парана на півдні Бразилії. Історично також була офіційною мовою Кубанської Народної Республіки.
Українською мовою говорять в Україні, прикордонних територіях сусідніх країн, де здавна мешкають українці, а також у країнах, куди свого часу виїхало чимало українців (українська діаспора).
Українська мова почала виділятися з праслов'янської мови у VI—VII ст. Розмовна мова південних районів Русі X—XIII ст. є одним з етапів розвитку сучасної української мови.

## Різні концепції історії української мови
Є різні взаємовиключні концепції історичного розвитку української мови. Основними сучасними гіпотезами є дві:
1. Концепція вченого-мовознавця, славіста, доктора філософії академіка Юрія Шевельова — українська мова безпосередньо виділилася з праслов'янської мови. Після розпаду праслов'янської мови у «східних слов'ян» сформувалося п'ять діалектів, два з них — києво-поліський та галицько-подільський — утворили українську мову.
Історію української мови Шевельов поділив на шість періодів:
- протоукраїнський — VII—ХІ ст.,
- давньоукраїнський — ХІ—XIV ст.,
- ранньосередньоукраїнський — XV—XVI ст.,
- середньоукраїнський — середина XVI — перші роки XVIII ст.,
- пізньосередньоукраїнський — XVIII ст.,
- сучасний — від останніх років XVIII ст. до сьогодні[4].

2. Концепція російського мовознавця Олексія Шахматова (з українських учених близькі погляди на походження української мови мав Агатангел Кримський) — українська мова походить зі «спільноруської прамови», з якої походять й інші «руські мови» (північно-великоруська, південно-великоруська та білоруська). Попри це українська мова суттєво відрізняється від інших «руських мов» різноманітними фонетичними явищами та лексикою.

Географія східнослов'янських мов (говірок) VII — XIV ст.

Межа розселення українців та поширення української мови у XV ст.

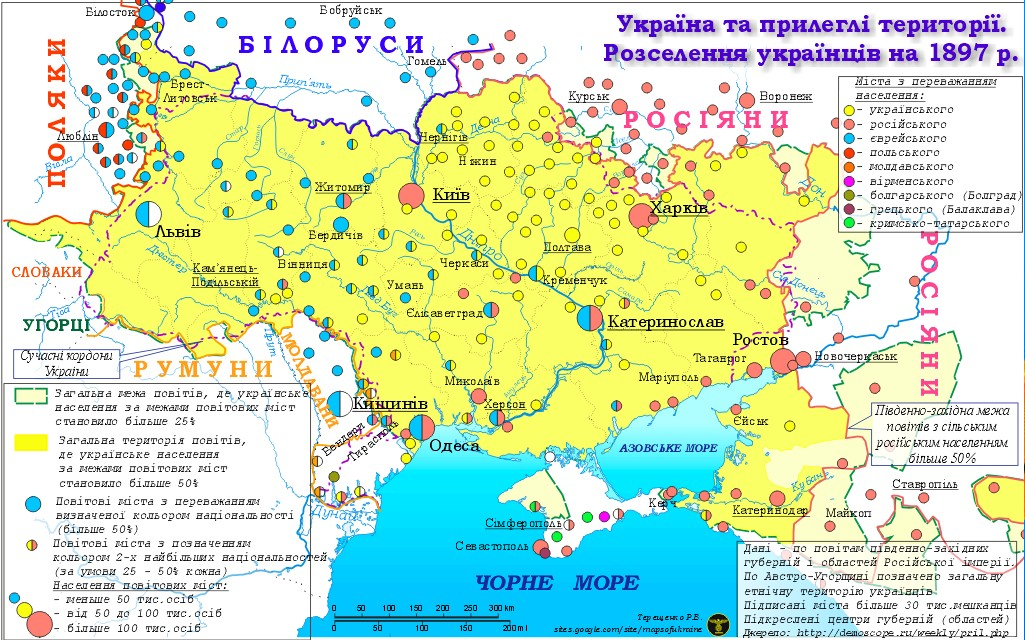
Поширення української мови у 1897 р. у сільській місцевості та у містах

Ареали формування окремих слов'янських мов (одна з гіпотез) : Болг — болгарська мова, Бр — білоруська мова, П — польська мова, Пд.-р — південний діалект російської мови, Пн.-р — північний діалект російської мови, Слв — словенська мова, Слц — словацька мова, С/Х — сербсько-хорватська мова, Укр — українська мова, Ч — чеська мова.

Новаторською гіпотезою походження української мови є концепція Олександра Царука — після поглиблення диференціації праслов'янського ареалу слов'янство розподілилося на дві великі групи: словенську й антську. До антської підгрупи належить антська прамова, а також українська, білоруська, польська, чеська, словацька, хорватська, верхньолужицька. До словенської підгрупи — словенська прамова, старослов'янська, російська, болгарська, македонська, сербська, нижньолужицька, кашубський і словінський діалекти польської мови, словенська. Дві «східнослов'янські» мови — українська й російська — на початку давнього періоду свого самостійного розвитку були двома найвіддаленішими слов'янськими мовами, які яскраво відображали у своїй структурі специфічні риси двох різних мовних підгруп.
Нижче наведено декілька основних підходів до історії української мови.
| Мовознавці                                                         | Загальна характеристика концепцій | Спільні погляди мовознавців | Відмінне у поглядах мовознавців |
| Ю. Шевельов, Г. Півторак, В. Німчук, О. Царук                      | Учені-мовознавці, що обґрунтували теорію безпосереднього розвитку української мови від праслов'янської. Періоду спільносхіднослов'янської мовної єдності (спільної розмовної давньоруської мови) не існувало                                    | - Українська мова походить безпосередньо від праслов'янської - Східно-слов'янські діалекти до XI ст., що згодом розвинулися в українську, білоруську та російську мови, містять певні спільні елементи - Українська мова є окремою мовою у період з ХІ до ХІІІ—XIV ст. - Українська мова є окремою мовою у період з XIV—XV до XVIII ст. - Різні дослідники називають «новоукраїнським періодом» у розвитку мови кін. ХІІІ ст. або поч. XIX ст. | - Ю. Шевельов — українська мова поступово починає виділятися з праслов'янської у VII ст., період з VII до ХІ ст. є періодом протоукраїнської мови - Ю. Шевельов — період нової української мови розпочинається з останніх років XVIII ст., В. Німчук — в XVII ст. - О. Царук — заперечує поділ слов'янських мов на східнослов'янські, західнослов'янські та південнослов'янські, згідно з його теорією українська мова більше наближена до польської та білоруської (належачи до «антської підгрупи»), ніж до російської (що належить до «словенської підгрупи») |
| О. Шахматов, А. Кримський, Л. Булаховський, Ю. Карпенко, О. Горбач | Учені-мовознавці, що обґрунтували виділення української мови зі спільноруської (або давньоруської, спільносхіднослов'янської). З праслов'янської мови виділилася спільносхіднослов'янська і лише потім, на її основі утворилася українська мова | - Українська мова походить зі спільноруської (давньоруської, спільносхіднослов'янської) мови - Існував період східнослов'янської єдності - У період між X та XIV ст. відбувся розпад колишньої східнослов'янської єдності на діалекти та говірки | - А. Кримський — українська мова є «південно-руською» (тобто мовою Південної Русі), її утворення починається у ХІІ ст. - О. Шахматов — українська мова виникає після розпаду давньоруської мови у XIV ст., що було пов'язане з поділом Русі на окремі князівства - Л. Булаховський — у ІХ—Х ст. існував період «східнослов'янської єдності» - А. Кримський — до ІХ ст. існувала «праруська єдність» - О. Шахматов — існувала «спільноруська прамова» - Ю. Карпенко — починає свою періодизацію історії розвитку української мови від праслов'янської мови (кінець 2 тис. до н. е.), виділяє період існування спільносхіднослов'янської мови від IV до Х ст. - О. Горбач — протосхіднослов'янська мовна спільнота існує від VI до XI ст., два основні діалекти української мови виникають і формуються у період від ХІ—ХІІ до XV ст. |
| Ф. Медведєв, М. Жовтобрюх, Ф. Філін                                | Радянські науковці, що розробили офіційну концепцію радянської історіографії щодо походження російської, української та білоруської мов (її основою стала концепція О. Шахматова)                                                               | XIV ст. — початок самостійної історії східнослов'янських народностей та їхніх мов | М. Жовтобрюх — в межах єдиної давньоруської мови з другої пол. ХІІ-ХІІІ ст. почали розвиватися діалектні риси нових східнослов'янських мов, що призвело до відмежування північно-східної діалектної зони (майбутня російська мова) від південно-західної (майбутні українська та білоруська мови) |
| М. Максимович, П. Житецький, О. Потебня                            | Учені-мовознавці XIX ст., що обґрунтували автохтонність української мови на всій території «Старої України», включаючи Київщину (тобто на півдні Русі)                                                                                          | - Українська мова почала формуватися на території Південної Русі у Х—ХІ ст. - Стверджувалося, що українська мова розвинулася з наріччя, на одне з яких розпалася давньооруська (спільносхіднослов'янська) мова у Х—ХІ ст. - Стверджувалося, що у Південній Русі панував звуковий тип наріччя, характерний для Галичини | - М. Максимович — час формування української мови — Х—ХІ ст. - О. Потебня — «руська мова» (давньооруська, спільносхіднослов'янська мова) розділилася на українську, білоруську та російську перед ХІ ст. |
| М. Погодін, О. Соболевський                                        | Російські політики та вчені-мовознавці XIX ст., які стверджували, що в Києві та на Київщині до монголо-татарської навали мешкали росіяни | - До кінця XIV ст. в Києві мешкали росіяни - Київський говір належить не до української мови, а до російської - Українська мова розвинулася від російської, почала самостійне існування з XV ст. | — |

## Періодизація
Хронологія історії української мови, що її викладено нижче, поєднує два підходи: історичний (розвиток української мови у рамках тих держав, де нею послуговувалися) та «джерельний» (кожному періоду притаманні певні джерела, з яких можна зробити висновок про різні зміни насамперед у фонетиці мови, за Ю. Шевельовим).
З точки зору функціонування української мови в державах, які існували на українських землях, можна виділити такі періоди:
- Період від VII ст. н. е. до сер. XIV ст.: виділення української мови з праслов'янської, мови Русі
- Період від сер. XIV ст. до Люблінської унії 1569 р.: Велике князівство Литовське, Молдовське князівство, Польське королівство
- Період від Люблінської унії 1569 р. до Андрусівського перемир'я 1667 р.: Річ Посполита
- Період від Андрусівського перемир'я 1667 р. до кін. XVIII ст.: Велике князівство Московське та Російська імперія
- Формування літературної мови на народній основі — від кін. XVIII до поч. XX ст.: Російська імперія, Австрійська імперія / Австро-Угорщина
- Українська мова у XX ст.: Російська імперія та Австро-Угорщина, Українська Народна Республіка, Самостійна Кубанська Народна Республіка, Українська Держава, Західноукраїнська Народна Республіка, Карпатська Україна, УНР (радянська) / УСРР / УРСР
- Українська мова в незалежній Україні

«Джерельний» підхід Ю. Шевельова виділяє такі періоди:
- протоукраїнський період VII—ХІ ст. — немає джерел, написаних носіями мови на території України, використовуються інструменти зіставної лінгвістики
- давньоукраїнський період ХІ—XIV ст. — представлений досить значною кількістю писемних пам'яток, які написані не українською, а церковнослов'янською мовою, досліджуються окремі елементи української фонології в іншомовних текстах
- ранньосередньоукраїнський період XV—XVI ст. — основною проблемою є відмежування пам'яток і рис української мови від білоруських
- середньоукраїнський період середина XVI — перші роки XVIII ст. — писемна мова виступає з одного боку як особливий різновид церковнослов'янської мови, з іншого боку як особливий, дуже перероблений різновид розмовної мови
- пізньосередньоукраїнський період XVIII ст. — писемні джерела часто фіксують мішанину української та російської мов у різних пропорціях
- сучасний період від останніх років XVIII ст. до сьогодні — використання української мови в художній літературі та всіх інших жанрах[4].

Інші вчені таким чином періодизували історію української мови:
| Хронологія за Г. Півтораком | Хронологія за академічним виданням «Історія української мови. Вступ. Фонетика.» | Хронологія за О. Шахматовим |
| - До VI ст. — праслов'янський період: дав у спадок ряд морфологічних ознак, що спочатку були властиві мовленню всіх слов'ян і потім в інших мовах змінилися — в українській вони збереглися повністю, деякі виявилися спільними з білоруською мовою. - VI—X ст. — формування низки переважно фонетичних ознак (у давньокиївських пам'ятках вони фіксуються не як описки, а як міцно закріплені риси мови). - XI—XII ст. та пізніший період — занепад редукованих голосних, найбільш показові та специфічні для української мови перетворення. Процес становлення української мови в основному завершився ще у домонгольський період. | - до VI ст. нашої ери — спільнослов'янський (праслов'янський) період. - VI-VIII ст. — давньослов'янський період (період активних процесів, що ведуть до виникнення окремих мов і груп мов). - XIV-XX ст. — новослов'янський період (розвиток окремих слов'янських мов і закріплення їх у літературі). | - до VI ст. — праслов'янська (спільнослов'янська) мова - VII—VIII ст. — праруська (прасхіднослов'янська, спільносхіднослов'янська) епоха - IX—X ст. — епоха діалектного розгалуження східнослов'янської мови на північну (російська), середньоруську (білоруська) та південноруську (українська) групи - XI—XII ст. — мовні об'єднання східного слов'янсьтва — спільні мовні явища - з XIII та пізніше — епоха формування трьох східнослов'янських мов як окремих мовних систем - XIV ст. — мова української народності - з XVIII ст. — мова української нації |

Періодизацію розвитку української мови, що ґрунтується на внутрішніх (фонологічних) факторах Ю. Шевельова подано нижче в окремому розділі.

### VIIст. н.е.— середина XIVст.
Східнослов'янські племена — поляни, древляни, дуліби, волиняни (бужани), угличі (уличі), тиверці, білі хорвати, сіверяни, дреговичі, кривичі, словени, в'ятичі, радимичі — мали спільну в своїй основі мову, яка, однак, розпадалася на племінні діалекти. Сукупність цих говірок утворювала східнослов'янський мовний масив, або давньоруську мову. Зважаючи на постійні контакти між східнослов'янськими племенами, можна припускати можливість змішування їхніх говірок. Проте були, принаймні, три фонетичні риси, які чітко відділяли північносхіднослов'янські племена від південносхіднослов'янських: наявність [g] на півночі, якому на півдні відповідає звук [h], протиставлення палаталізованих приголосних перед [е] на півночі непалаталізованим на півдні і акання у ненаголошеній позиції на півночі. Достовірно можна твердити, що південносхіднослов'ян. племена — поляни, деревляни, сіверяни, угличі, тиверці, волиняни — не знали [g], у них було відсутнє акання і, ймовірно, палаталізація приголосних перед [е]. Що ж до північносхіднослов'ян. племен, то, мабуть, деяким з них були властиві всі три фонетичні риси, а деяким тільки окремі.
Відомим прикладом такого поділу на північ і південь близько 1200 р. є епічна поема «Слово о полку Ігоревім», у якому бачимо питомі південноруські риси, наприклад:
- закінчення -ть у формах дієслів теперішньомайбутнього часу та імперфекта третьої особи однини та множини: пущашеть, текуть, йдуть, погибашеть, говорѧхуть, хотѧть, одѣвахуть
- уживання закінчення -ови в давальному відмінку: Романови, Игореви
- слова й форми, пізніше локалізовані в українській мові: кожух, потручяти, яруга, не доста, жалощи, година (у значенні «часи»), брехати, туга

У цей період відбувалося виділення української мови з праслов'янської, мови Русі.
Ю. Шевельов виділяв у періоді з VII до кінця XIV два етапи розвитку української мови: протоукраїнський період VII-ХІ ст. (для якого немає джерел, написаних носіями мови на території України) та давньоукраїнський період ХІ-XIV ст. (який представляє значна кількість писемних пам'яток церковнослов'янською мовою; для розуміння стану розмовної української мови мовознавці досліджують окремі «розмовні» елементи в іншомовних текстах).
Виділення української мови з праслов'янської
Приблизно у VII ст. н. е. з індоєвропейської прамови виділилася праслов'янська (спільнослов'янська) мовна єдність. Праслов'янська доба тривала близько 2000 років[джерело?].
| Фонетичні зміни у праслов'янській мові у її пізньопраслов'янський період — І—V ст. н. е. |
| - Перетворення (приблизно в І ст. до н. е.) дифтонгів [or + приголосний], [ol + приголосний], [er + приголосний], [el + приголосний] у [ro + приголосний], [re + приголосний], [le + приголосний] з подовженням або без подовження голосного: *orbota → робота. - Розвиток тенденції до зміни початкового довгого [ě] в [o] перед наступним складом з голосними [і] та [е] (у західнослов'янських мовах у [je]): *ědinъ, *ělenь, *ězero → один, олень, озеро, але у польській мові jeden, jeleń, jezioro. - Перехід (приблизно протягом II—III ст. н. e.) задньоязикових приголосних [g], [k], [x] перед ѣ, утвореним з дифтонга [oai] в середині слова перед приголосним та з дифтонгів [oаі], [еі] в закінченнях слів, у [d͡zʲ] (а пізніше у [zʲ]), [t͡sʲ], [sʲ] (у західнослов'янських мовах — в [d͡zʲ], [t͡sʲ], [ʃ]): в сучасних українських непрямих відмінках нога → на нозі, рука → в руці, муха → мусі. |

Українська мова, найімовірніше, сформувалася на частині тієї території, яка є слов'янською прабатьківщиною. До VI ст. праслов'янська мова була єдиною. Після вторгнення гунів та аварів слов'яни почали активно переселятися на нові землі: на Балкани, у Центральну та Північносхідну Європу. У період з VI до IX — X ст. говори праслов'янської мови стали окремими мовами.
| Фонетичні зміни в українській мові, що формувалася, у протоукраїнський період — VII—ХІ ст. |
| - значне зменшення кількості голосних (з 20 до 9): від [ĭ] (короткий [і]), [í] (довгий [і] з висхідним тоном), [î] (довгий і зі спадним тоном), [ŭ], [ú], [û], [ú2], [û2], [eă], [eá], [eâ], [oă], [oá], [oâ], [õ] (або [ǫ]), [ẽ] (або [ę]), [ear], [eal], [oar], [oal] до [ь], [ъ], [ě], [ŏ], [ī], [ā], [ū], [ў] (коротке [ɨ]) перед [j], [iē]. - збільшення кількості приголосних (від 13 або 15 до 30 або 31), насамперед з'явилися палатизовані (м'які) приголосні: від [p], [b], [t], [d], [k], [g], [(v)], [s], [z], [x], [m], [n], [l], [r], [(j)] до [p], [b], [pʲ], [bʲ], [t], [d], [tʲ], [dʲ], [k], [g], [t͡sʲ], [t͡ʃʲ], [ʒʲ], [(v)], [(vʲ)], [s], [z], [sʲ], [zʲ], [ʃʲ], [zʲ], [x], [m], [n], [nʲ], [l], [lʲ], [r], [(rʲ)] [(j)]. - палаталізація задньопіднебінних звуків перед [v] + [eā] (який переходить в [ě]) — [kv]/[hv] → [t͡sv]/[zv]: в українській цей процес дав подвійні форми квіт / цвіт, у південнослов'янських лише [t͡sv] болгарське цвят, у західнослов'янських лише [kv] польське kwiat. - при палаталізації звук [x] переходив у [sʲ]: дух → у дусі, у частині лемківського говору птах → птаси (паралельно у всіх праслов'янських діалектах проходив інший процес — перехід [xj] у [ʃ]: дух → *dūx+j+oā → душа). - перехід [tj] в [t͡ʃʲ] та [stj] в [ʃʲt͡ʃʲ]: молотити → молочу, пустити → пущу (тепер це тверді звуки). - перехід [dj] в [d͡ʒ] без винятків у VIII ст. в усіх українських діалектах. Тепер цей звук зберігся лише в дієсловах ходити → ходжу. У IX-XVI ст. звук [d͡ʒ] поступово перейшов у [ʒ] у різних українських діалектах: їдять → їж!, розповідь → розповіж! (наказовий спосіб). У деяких південно-східних діалектах у XVIII-XIX ст. цей звук перейшов в [dʲ]: ходжу → ходю. [zdj] перейшов у [ʒd͡ʒ]: їздити → їжджу. - перехід [bj], [pj], [mj] у [blʲ], [plʲ], [mlʲ], пізніше також перехід [wj] у [wlʲ]: *lubjo → люблю, *zemja → земля. - перехід [dl], [tl], [dm] у [l], [m]: *vedla → вела, *sadlo → сало, *sedmь → сім, плету → плела однак збліднути → зблідла. - перехід [ū] в [ўj] в кінці слів (у тому числі в усіх праслов'янських діалектах крім проторосійського): *drugū → другыи → другий. - Початок змін носових голосних [õ] (традиційно позначається ǫ), [ẽ] (традиційно позначається ę) у голосні [u], [ʲa]: *pętь → рʲаntь → рʲаtь → п'ять, dǫbъ → dumbъ → dub → дуб. |

Різні погляди щодо існування спільної східнослов'янської мови
За традиційною версією походження східнослов'янських мов, яка в СРСР була офіційною та обов'язковою, вважалося, що після завершення праслов'янської епохи розпочався спільний східнослов'янський період, який тривав понад 500 років та закінчився лише в XI—XII ст. під час феодальної роздрібненості Київської Русі. У цей час нібито сформувалася й спільна для всіх східних слов'ян так звана давньоруська мова, на основі якої з XIII ст. чи XIV ст. виникають три східнослов'янські мови — українська, російська та білоруська — як мови відповідних народностей.
| Спільні риси давньоукраїнських, давньобілоруських та давньоросійських говорів у X—XIII ст. |
| - перехід праслов'янських сполучень [gtʲ], [ktʲ] у середині слів у [t͡ʃʲ] (на письмі чь): *bergti, *pekti → українське діалектне беречи, печи (але літературне берегти, пекти), російські беречь, печь, білороруські берагчы, пячы. - розвиток приблизно у VIII — на початку IX ст. східнослов'янського повноголосся, тобто перехід праслов'янських сполучень -or-, -ol-, -er-, -el- між приголосними в -оро-, -оло-, -ере-, -еле-: *korva → корова, *gоlsъ → голос, *dervo → дерево. - завершення (кін. IX — поч. X ст.) переходу праслов'янських носових голосних ǫ, ę (на письмі ѫ, ѧ) у голосні [u] ([ju]), [a] ([ja]): *rǫka → українське, російське, білоруське рука, *męso → українське м'ясо, російське мясо, білоруське мяса (те саме у деяких західнослов'янських мовах: верхньолужицька мова ruka, mjaso). - початок (приблизно з VI ст.) тенденції до кількісного скорочення [ъ] і [ь] у так званій слабкій позиції і прояснення їх у голосні [ъo], [ьe] у сильній позиції (те саме у верхньолужицькій, македонській і, частково, в словацькій мовах: верхньолужицька moch, dźen, македонська мохъ → мов, ден, словацька moch, den). - оформлення на кін. X ст. основних особливостей східнослов'янського наголосу, відмінного від принципів наголошування слів у західних і південних слов'янських діалектах. - поступова втрата (як і в більшості інших слов'янських мов) аориста й імперфекта дієслів, формування східнослов'янської системи формо- і словотвірних префіксів та суфіксів. - утворення спільного східнослов'янського лексичного фонду. |

Сучасні дослідники, критикуючи теорію єдиної давньоруської (або праруської) мови, вичленовують українську мову безпосередньо з праслов'янської мови без проміжних ланок. Згідно з цим підходом, три східнослов'янські мови, українська, білоруська й російська, зростали незалежно одна від одної як мови самостійні, і так званої «праруської» спільної мови не існувало. Безперервність історичного розвитку етносу на українських землях від середини І тис. н. е. до нашого часу може свідчити про те, що після розпаду праслов'янської мовної спільноти в цьому ареалі почав формуватися український етнос і відповідно — українська мова. Вона перейняла від праслов'янської значний специфічний лексичний фонд і чимало фонетичних та граматичних (насамперед, морфологічних) рис, які в інших слов'янських мовах замінилися новими, а в українській мові вони склали найдавнішу групу мовних особливостей.
|  | Україна, що тоді звалася Русь, під своєю державою об'єднала в IX—X віках увесь слов'янський схід, тобто [майбутні] народи український, російський та білоруський, але це було об'єднання виключно державне, політичне й у жодному разі не етнічне й не мовне. До нашого державного об'єднання належали й неслов'янські племена. [...] Ця єдність не була довгою, і в 1125 р., по смерті великого князя Володимира Мономаха, назавжди порвалася. [...] Народні мови [слов'янських племен Русі не] були однакові. Так літературне «вѧра» на півдні, тобто в Україні, вже в X-XI ст. вимовляли як «віра», а на півночі — «вєра». [...] Пам'ятки української мови дійшли до нас тільки з XI ст., які свідчать, що вже тоді, наша українська мова мала свої основні риси […]. І.І. Огієнко, український церковний і громадський діяч, митрополит, мовознавець, історик церкви. |

| Нові риси, що утворилися в українських діалектах, протиставляючи їх іншим слов'янським мовам, які формувалися, у протоукраїнський період — VII—ХІ ст. |
| У цей період українська мова вже була відокремлена різноманітними ізоглосами від сусідніх слов'янських мов. - огубленість [ъ] відмежовувала протоукраїнські діалекти від протопольських, - збереження [ĭ] та постання [ў] (тобто короткого [ɨ]) перед [j] відмежовувала протоукраїнські діалекти від проторосійських, - диференціація [ŏ] та [ā] в ненаголошених складах відмежовувала протоукраїнські діалекти від протобілоруських, - рефлексація [eā] як [ie] та згодом як [ė] в південно-західних (галицько-волинських) діалектах відмежовувала протоукраїнську мовну зону в цілому від суміжних проторосійських, протобілоруських (точніше центральних та північно-східних), протопольських, протословацьких та протоболгарських мовних зон; водночас вона протиставляла київсько-поліські діалекти галицько-подільським, - позиційно зумовлене розщеплення [eă] на [ě] та [ŏ] відмежовувало протоукраїнські (власне, київсько-поліські) діалекти від протословацьких та протоболгарських. |

Розмовна мова Русі — один з етапів розвитку сучасної розмовної та літературної української мови. Літературні мови часів Русі (церковнослов'янська та давньокиївська писемно-літературна мови)
Див. також Церковнослов'янська мова, Давньокиївська писемно-літературна або давньоруська мова.

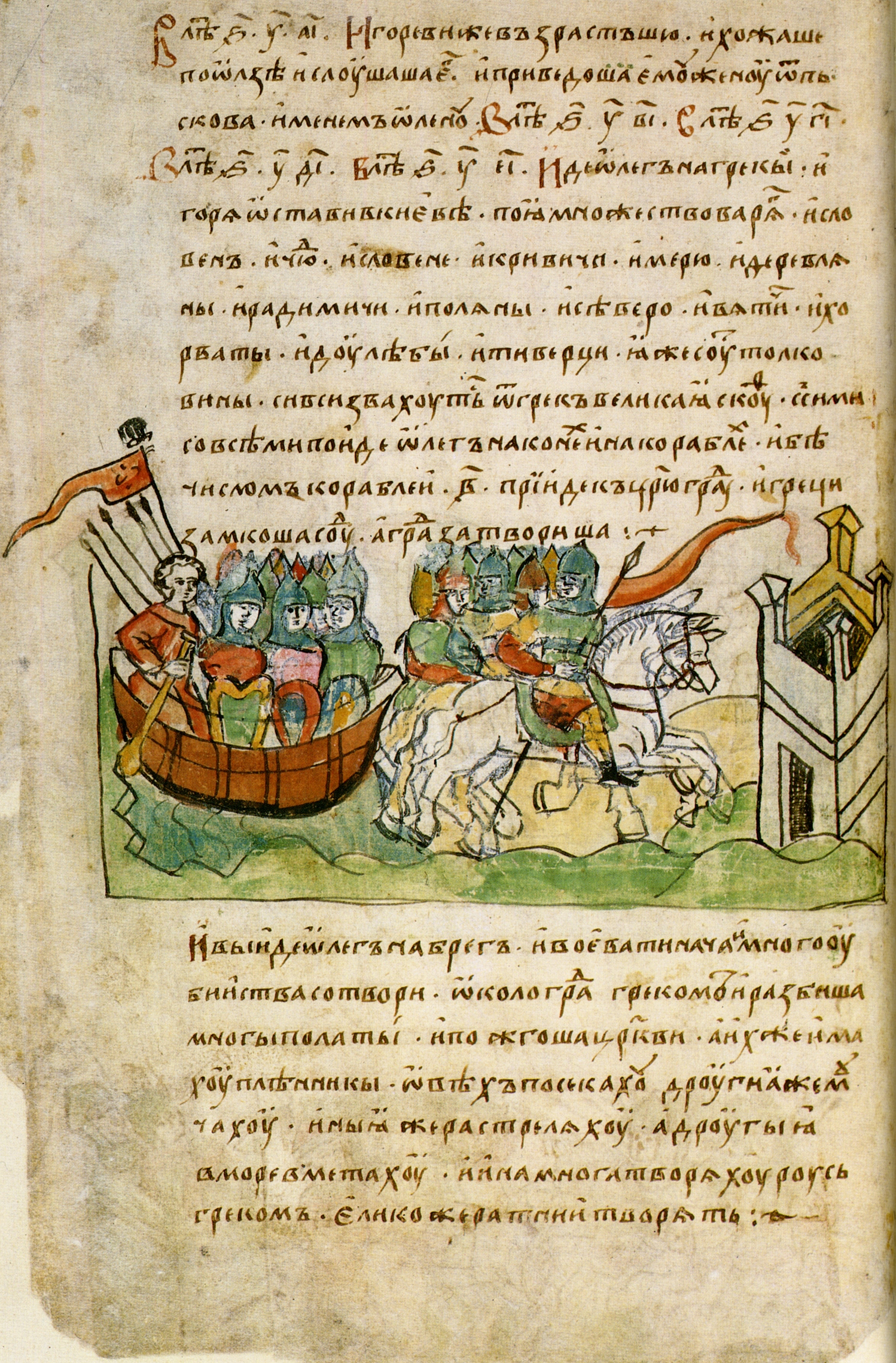
«Повѣсть временныхъ лѣт» (Повість врем'яних / минулих літ), 14-й лист Радзивіллівского літопису (список XV ст.), що змальовує похід Віщого Олега на Царгород.

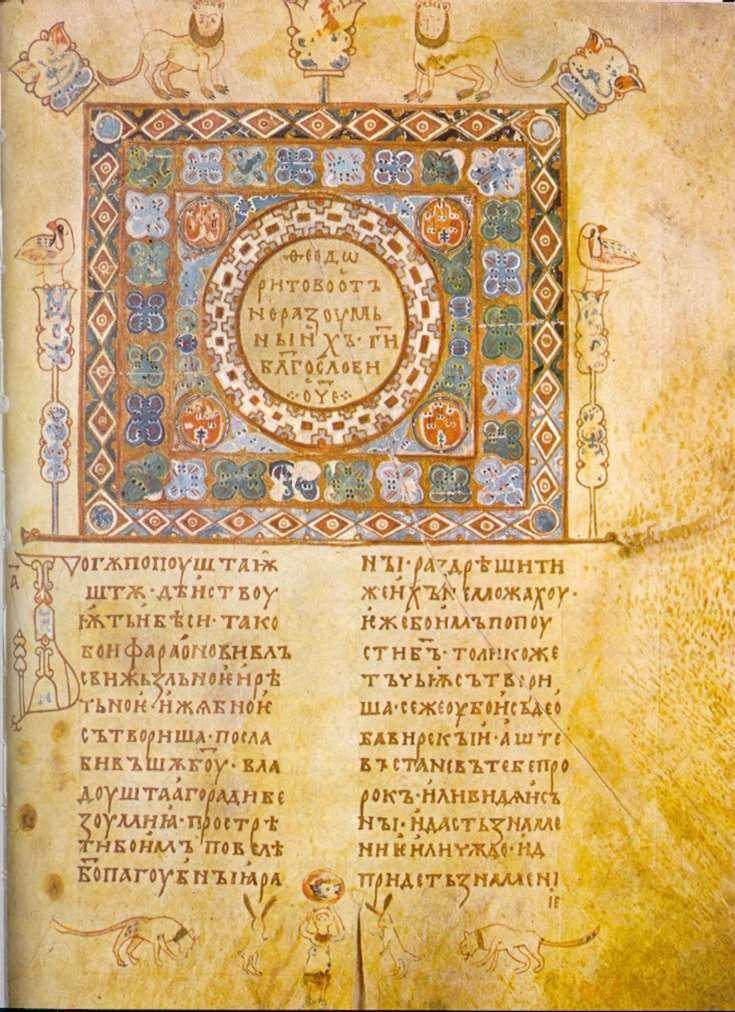
«Ізборник Святослава», 1073 р.

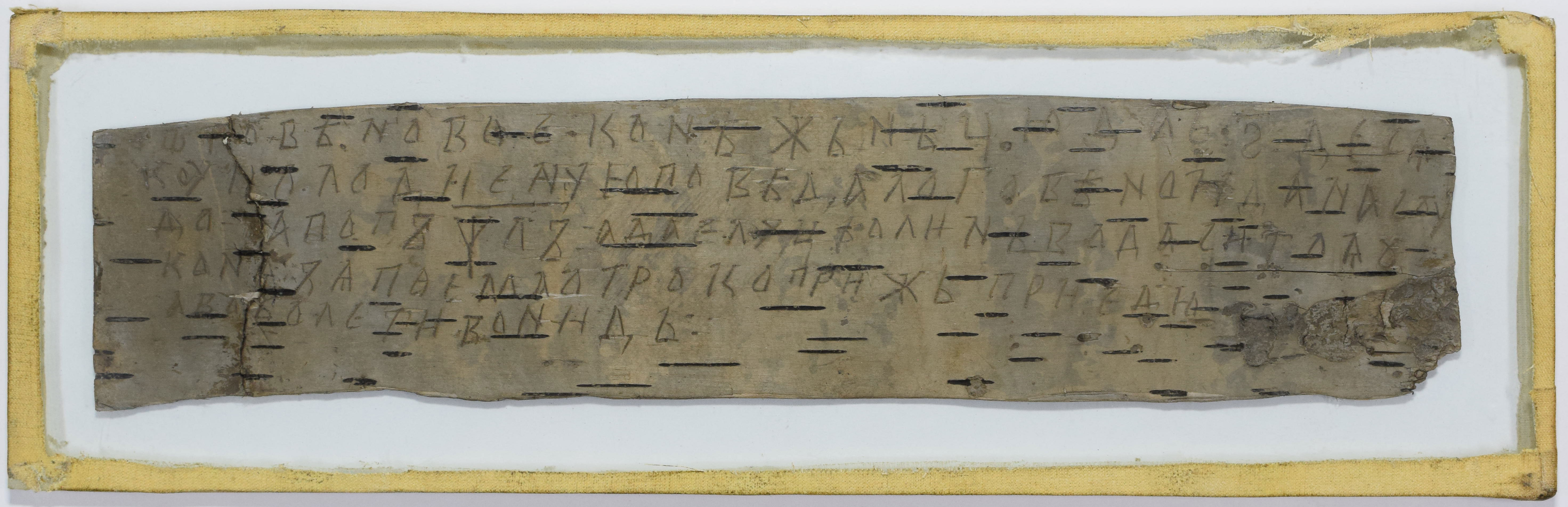
Берестяна грамота: Лист Говенової (бл. 1110—1124 рр.). Мова давньоукраїнська. Береста.

Разом з остаточним прийняттям християнства у 988 р., на Русі як літературна мова почала використовуватися церковнослов'янська мова — штучна південнослов'янська мова, створена Кирилом та Мефодієм на основі солунського діалекту македонської (або болгарської) мови. Церковнослов'янська мова використовувалася у церковно-наукових і літературно-художніх жанрах. Поступово в текстах, написаних церковнослов'янською мовою, почали з'являтися слова та звороти з живої розмовної мови Русі, яка є одним з етапів розвитку сучасної української мови.
Церковнослов'янською мовою писалися насамперед релігійні тексти (високий стиль):
- літургійні («Остромирове Євангеліє» 1056—1057 рр., «Галицьке (Євсевієве) Євангеліє» 1144 р.);
- житійні («Житіє Феодосія Печерського», «Сказання про Бориса та Гліба»);
- проповідницькі («Поученіє Кирила Туровського», «Слово про закон і благодать» митрополита київського Іларіона).

Нерелігійні, насамперед офіційні тексти писалися іншою мовою, яка за традицією називається давньокиївською писемно-літературною або давньоруською мовою. Спочатку давньокиївська писемно-літературна мова була стильовим різновидом церковнослов'янської мови (середній стиль), але під впливом розмовної мови населення Русі вона поступово змінювалася, повільно віддаляючися лексично і граматично від церковнослов'янської.
Давньокиївська писемно-літературна мова вживалася:
- у науково-юридичній і канцелярсько-діловій сфері («Руська правда», грамоти з різних територій Русі, договори руських князів з іншими країнами);
- у літописній літературі («Повість минулих літ», «Галицько-Волинський літопис»);
- у художній спадщині («Слово о полку Ігоревім»);
- в епістолярній спадщині (листи від Гостяти, листи від Михайла).

Саме у давньокиївській писемно-літературній мові і, меншою мірою, у церковнослов'янських текстах, можна знайти елементи тогочасної розмовної мови (протоукраїнської мови), яка є попередницею сучасної розмовної та літературної української мови. Тексти повністю розмовною протоукраїнською мовою не записувалися.
Елементи розмовної мови Русі у давньокиївській писемно-літературній та церковнослов'янській мовах
Сучасні дослідники вказують на певні лексико-граматичні особливості текстів, написаних літературними мовами Русі, залежно від регіону створення (Галич — Володимир, Київ — Переяслав — Чернігів, Смоленськ — Полоцьк — Псков, Новгород, Рязань, Суздаль). Відмінності від стандартної церковнослов'янської мови свідчать про те, що, найпевніше, спільної розмовної мови за часів Русі не було.
У писемних текстах, які походять з південних регіонів Русі (з території поширення сучасної української мови), відзначають такі елементи розмовної мови тих часів:
- повноголосся (ворота, голова, полонені),
- закінчення -ові, -єві в давальному відмінку однини іменників чоловічого роду (Дунаєві, Романові, королеві),
- кличний відмінок (Бояне, дружино, княже)

Елементи розмовної мови досить помітні у «Слові о полку Ігоревім», «Повісті временних літ» та «Молінні Данила Заточника», а також в інших творах давньої літератури Русі.
В «Ізборнику Святослава» 1073 року, який є майже тотожною копією болгарського оригіналу, зустрічаються такі змінені під впливом розмовної протоукраїнської мови слова:
- жития (замість «житие»),
- чоловика (замість «человѣка»),
- уставивъ (замість «уставилъ»),
- помогає (замість «помогаетъ»),
- Володимиръ, Дмитрови, Попови Ивану (замість «Владимиръ», «Димитрию», «попу Ивану»),
- кличний відмінок — Свята Софиє, небоже.

О. Колесса у «Погляді на історію української мови» у 1924 р. подає такі найважливіші фонетичні і морфологічні риси староукраїнських пам'яток:
- наявність ы замість ъ після плавних л та р: яблыко («Житіє Савы», ХІІІ ст.), дрыва (галицька грамота з 1424 р.);
- злиття ы з и: прикриває, риба («Збірник Святослава» 1073 р.), бити замість «быти» («ХІІІ слів» Григорія Богослова);
- жч замість жд: дъжчь замість дъждь («Галицьке Євангеліє» 1144 р.), дъжчю («Городиський Апостол» ХІІ ст.);
- закінчення дієслів третьої особи множини на -мо: прѣдступаіємо («Успенський збірник», ХІІ ст.).

Сконстатувавши ці риси, О. Колесса зробив такий висновок:
|  | Коли, отже, жива староукраїнська народна мова вспіла вже в ХІ ст. продертися через церковнослов’янську шкаралущу навіть до письменства, то в устах люду відокремилася вона від інших слов’янських мов, а також від предків мови старовеликоруської, неперечно далеко давніше, а найпізніше в VII або VIII ст. |

| Особливості давньоукраїнських говорів у X—XIII (XIV) ст. |
| Фонетичні особливості: - Перехід [е] в [о] після історично м'яких приголосних перед твердими приголосними, незалежно від наголосу в слові, зокрема після шиплячих приголосних, [t͡s] та [j] (XI ст.: чоловѣкъ, жона). - Перехід дифтонга [іе], що позначався літерою ѣ, у звук [і] (початок процесу в XI ст., остаточне завершення в кін. XII-поч. XIII ст.: въ мироу вино пиющихъ, тобто «в міру»). - Злиття звуків [ɨ] та [і] у звук [ɪ] (XI ст.: риба, просыти, съвѣтьныкъ). Занепад редукованих голосних [ь], [ъ] викликав ряд звукових змін у давньоукраїнських говорах: - Історичні [о], [е], подовжені після занепаду єрів [ъ], [ь], дифтонгізувалися, а згодом перейшли в монофтонги у давньоукраїнських говорах. - Таким чином довге [ō] перейшло в [u] у нових закритих складах (XIII ст.: субутныи). - Дифтонгізація довгого [ē] в новозакритих складах виявляється через написання ѣ (т. зв. «новий ѣ») на його місці у XII і наступних століттях, а монофтонг [i] (на письмі и) — відповідник етимологічного е в новозакритому складі — фіксується з XIII і наступних століть (нестроинья). - Монофтонг [u] або [ʲu] (на письмі ю) засвідчується на місці [е], який раніше перейшов у [о] після м'яких приголосних перед твердими приголосними (щюдръ, иудѣюмъ). - Відпадіння початкового [jь] (XIII ст.: не мати ← не имать). - Перехід звукосполучень [rъ], [lъ], [rь], [lь] у давньоукраїнських говірках у [rɨ] ([rɪ]), [lɨ] ([lɪ]): яблыко. - Перед початковими [r-], [l-], якщо після них занепадав слабкий [ь], розвинувся приставний голосний [j], коли після них занепадав слабкий [ъ], міг розвинутися приставний [о] (з XIII ст.: праведнаго Илва ← Льва). - Редуковані [ɨ], [і] дали у давньоукраїнських говірках рефлекс ый, ий (великый, великий), а у давньоросійських — ой, ей. Це засвідчується з XI-XIII ст. (князъ великой — «Московське євангеліє» 1339 р.). Приголосні звуки: - Перехід праслов'янського звука [g] у фрикативний [γ] (згодом його перехід у частині говорів у фарингальний [ɦ]). У давньоросійських говорах зберігся праслав'янський [g]. Хронологія переходу [g] в [ɦ] точно не з'ясована: можливо цей перехід почався ще у спільнослов'янську добу. Випадки написання х на місці г у пам'ятках XI ст. з Південної Русі (ходъ замість годъ) указують на тенденцію позначати літерою х фрикативний [γ] чи фарингальний [ɦ]. У галицьких грамотах XIV—XV ст., написаних латиницею, замість g вживається h. - Перехід *zdj, *zgj, *zg' у ždž, що на письмі, починаючи з XII ст., передавалося через жч (дъжчь «дощ»). - Чергування на письмі літер у та в (в обох випадках передавався губно-губний [w]: прауда, уздумалъ, ωгнъмъ невъгасающимъ). - Виникнення протетичного (приставного) [w] (на письмі в), що засвідчують пам'ятки від XII ст. (вовъца). Виникнення протетичного[ɦ] (на письмі г) (пам'ятки фіксують його з XV ст.: бито з гарматъ від італійського armata «військо»). - Перехід [ы] в [и] після г, к, х у питомих слов'янських лексемах у XII ст. (великий) - Ствердіння приголосних перед [e], [и], що розвинулися сильного [ь] (в XI—XII ст.: дьнь → день). - Ствердіння [r] у давньоукраїнських діалектах у XI—XII ст. (сътвороу). - Повна асиміляція [j] до попереднього приголосного, внаслідок чого виникли подвійні приголосні (в безаконъньи). - Ствердіння губних напівм'яких приголосних всередині слова перед приголосними (від XII ст.: нивъныхъ). - Ствердіння кінцевих зубних приголосних (голуб). - Перехід приголосного [l] на місці колишніх сполук ъл, ьл між приголосними та в формах минулого часу (історично-активних дієприкметниках) чоловічого роду в [w] у давньоукраїнських говорах. У пам'ятках це фіксується від XIV ст. однак виникло явище у XIII ст. (наводнивъся и всю землю покрывъ и до насъ пролиявъся). Морфологія: - Поширення закінчень -ови, -еви (тепер -ові, -єві через проміжні форми -овѣ, -євѣ) у давальному відмінку однини іменників чоловічого роду (раніше в іменниках з основою на м'який приголосний вживалося виключно закінчення -ю: отьцю). - Чергування приголосних г, к, х з з, ц, с в основах слів перед ѣ (це явище виникло ще у праслов'янській мові: о человѣцѣ, въ оцѣ). - Закінчення -ою/-ею в орудному відмінку однини іменників першої відміни (водою, землею) та прикметників (бѣлою, синею). - Кличний відмінок іменників (жоно, земле, брате, коню, сыну). - Закінчення -ѣ → -і у родовому відмінку однини прикметників та займенників жіночого роду (XI—XIII ст.: тоѣ бѣлоѣ → тої білої). - Збереження старовинні форми особових займенників у родовому (мене, тебе, себе) та давальному (в XI—XIII ст.: мьнѣ, мобѣ, собѣ → мені, тобі, собі) відмінках однини. Нова форма менѣ документується з XII ст. Морфологія дієслова: - Збереження з праслов'янської мови закінчення -ть у третій особі однини й множини теперішнього й простого майбутнього часів (идуть). - Випадіння кінцевого -т (-ть) у третій особі однини теперішнього і майбутнього часів (напишеть → напише). - Поступове зростання вживання закінчення -мо у дієсловах першої особи множини теперішнього та майбутнього часів (паралельно з формами на -мъ, -мь, -ме, в XI—XII ст.: пьємо). - Збереження кінцевого -и в неозначеній формі дієслова: пити. Синтаксис: - Частіше, ніж у давньобілоруських та давньоросійських говорах, вживання праслов'янських сполучників, сполучних слів і часток а, та, чи (чили, ци), бо, яко, коли. - Вживання прийменника до на позначення адресата дії або об'єкта, куди спрямований рух (успадкований з праслов'янської мови: до Кыєва). - Збереження з праслов'янської мови конструкції з прийменником за + іменник на позначення частин доби, пори року, світлових явищ (не точью за живота… сотвориша… но и по смерти єго). - Лексика, відсутня у давньобілоруських чи давньоросійських говорах (болоньє «оболонь, заплавна долина», вѣверица «білка, вивірка», ирьє «(в)ирій», пуща, криница, рѣнь «рінь, дрібне каміння», лимень, серенъ «наст», ролья «рілля», обильє «зерно, врожай», лѣпъкъ «ліпок, назва рослини», вълна «вовна», вѣхътъ «віхоть», гробля (гребля) «гребля, вал», луда «рід верхнього одягу» (українське діалектне лудіння), прабошньни «рід взуття», трѣска «тріска», цѣрь «трут» (українське діалектне «чір, цірь»), лагодити «робити приємність, потурати», огърнути, гърбъ «пагорб», мутва «каламутний вир», зарчя «зарево, заграва», гълькъ «глек», лыскарь «кирка, заступ» (українське діалектне рискаль), (и)зѣкръ «світлоокий, блакитноокий, зіркатий» (діалектне зікратий); попуснѣти «збліднути (на обличчі)», пересьрдьє «досада, роздратування» (порівняти спересердя), безголовьє «безголів'я, біда», отъбѣгноути «загубити, відбігнути» (застаріле), пряжити «прягти, пражити», поустити на воропъ «зробити наскок, атаку», коваль), на Заході України — гай, дѣлъ «вододільний хребет гори», полонина. Словотвір: - Вживання праслов'янського суфіксів -ощи (ничить трава жалощами, а кто пакощами порежеть конь) та -ава (мятеж великъ и стонава и кличь). - Вживання суфікса -юкъ (-чюкъ), за допомогою якого творилися іменники на позначення молодих осіб від назв занять, імен, прізвищ батьків чи матерів. |

Розпад Русі
У період з 1180 до 1240 рр. у літературній церковнослов'янській мові Русі поширюються дезінтеграційні процеси. Продовжується формування давньоукраїнських та давньобілоруських діалектів, а також двох давньоросійських наддіалектів, які згодом інтегруються у спільну російську мову, зокрема фіксується занепад ъ, ь (звуження голосних о, е в нових закритих складах, подвоєння приголосних в українській мові).
У цей період сформувалися специфічні українські фонетичні ознаки, відбувся процес занепаду зредукованих; виникли характерні лише для української мови лексеми (оболонь, гай, пуща, яр, полонина, гребля, криниця, жито, зоря, жадати, ховатися та ін.); виявилися втрачені іншими слов'янськими мовами морфологічні особливості (наприклад, збереження закінчення -у в родовому відмінку однини іменників чоловічого роду: роду, меду; закінчення -ові, -еві в іменниках чоловічого роду: богові, домові; форми 3-ї особи однини дієслів І відміни без кінцевого -ть: може, иде).
У цей період занепадає Київ, український мовний обшир на південному сході зменшується (Новгород-Сіверський, Переяслав, Кам'янець-Подільський), у Галицькому Пониззі (сучасні Буковина, Бессарабія, Західна Молдова, Буджак) різко зменшується україномовне населення, натомість продовжується колонізація Карпат.
Від цього періоду і до кінця XVIII ст. на Закарпатті, яке підпадає під владу Угорщини, як літературна замість церковнослов'янської починає використовуватися латина.
Стосунки церковнослов'янської та давньокиївської писемно-літературної мов висвітлювалася у працях В. Ламанського, М. Нікольського, С. Обнорського, І. Срезневського, О. Шахматова, В. Історіна. Загальна характеристика мовної ситуації в Україні часів Русі висвітлювалася в працях визначних українських учених О. Горбача, С. Смаль-Стоцького, А. Кримського, І. Свєнціцького, І. Огієнка, Ю. Шевельова, Є. Тимченка, Л. Булаховського, В. Німчука, Г. Півторака, І. Ющука.
| Зовнішні посилання                                                                             |
| ---------------------------------------------------------------------------------------------- |
| - Мова півдня Київської Русі, В. Німчук [Архівовано 10 червня 2019 у Wayback Machine.]. (укр.) |

### Сер. XIVст.— 1569р.
Літературна мова Великого князівства Литовського і Руського.
Після розпаду Русі в ході династичних війн українські землі було розподілено між Великим князівством Литовським і Руським та Королівством Русі. У південній частині Галицько-Волинського князівства (у Галицькому Пониззі) у XIV ст. утворилося Молдовське князівство. Україномовне населення у більшій частині цієї нової держави було асимільоване, лише на півночі — у Північній Буковині та Північній Бессарабії — залишилися суцільні райони, де більшість мешканців складали україномовці.
У період від 1230-ті рр. до 1377 р. українські й білоруські землі «майже без опору були інкорпоровані до Литовської держави і взяли участь у державній адміністрації». Наприкінці XIV ст. у Великому князівстві Литовському було 90 % білоруського та українського населення, найуживанішою в усіх сферах життя стала літературна староукраїнська мова, що в той час офіційно називалася «руським єзиком», являючи собою суміш церковнослов'янської, розмовної старобілоруської та розмовної староукраїнської мов з окремими словами та зворотами польської та латинської мов. Паралельно з нею функціонувала і друга літературна церковнослов'янська мова. Розмовна мова українців відрізнялася як від «руського єзика», так і від церковнослов'янської мови.

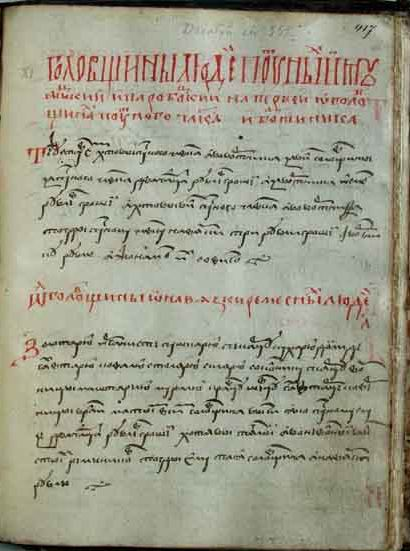
«Литовський статут» 1529 р.

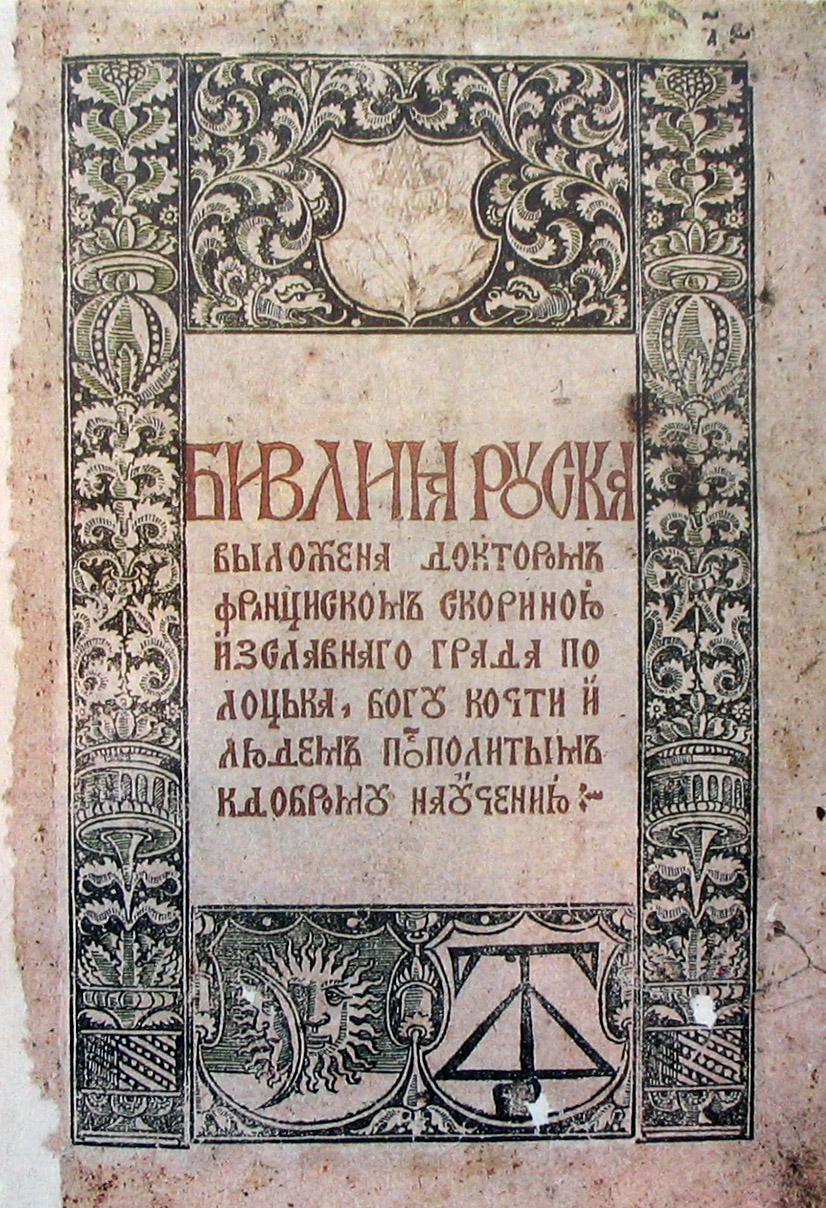
«Бивлиѩ руска выложєна докторомъ Францискомъ Скориною…» (Біблія руська, викладена доктором Франциском Скориною…), Франциск Скорина, 1517 р.

«Ґрамматіки Славенския правилное Сvнтаґма» — граматика церковнослов'янської мови Мелетія Смотрицького, видання 1618 р. У цій книзі, зокрема, вперше було введено літеру «Ґ»

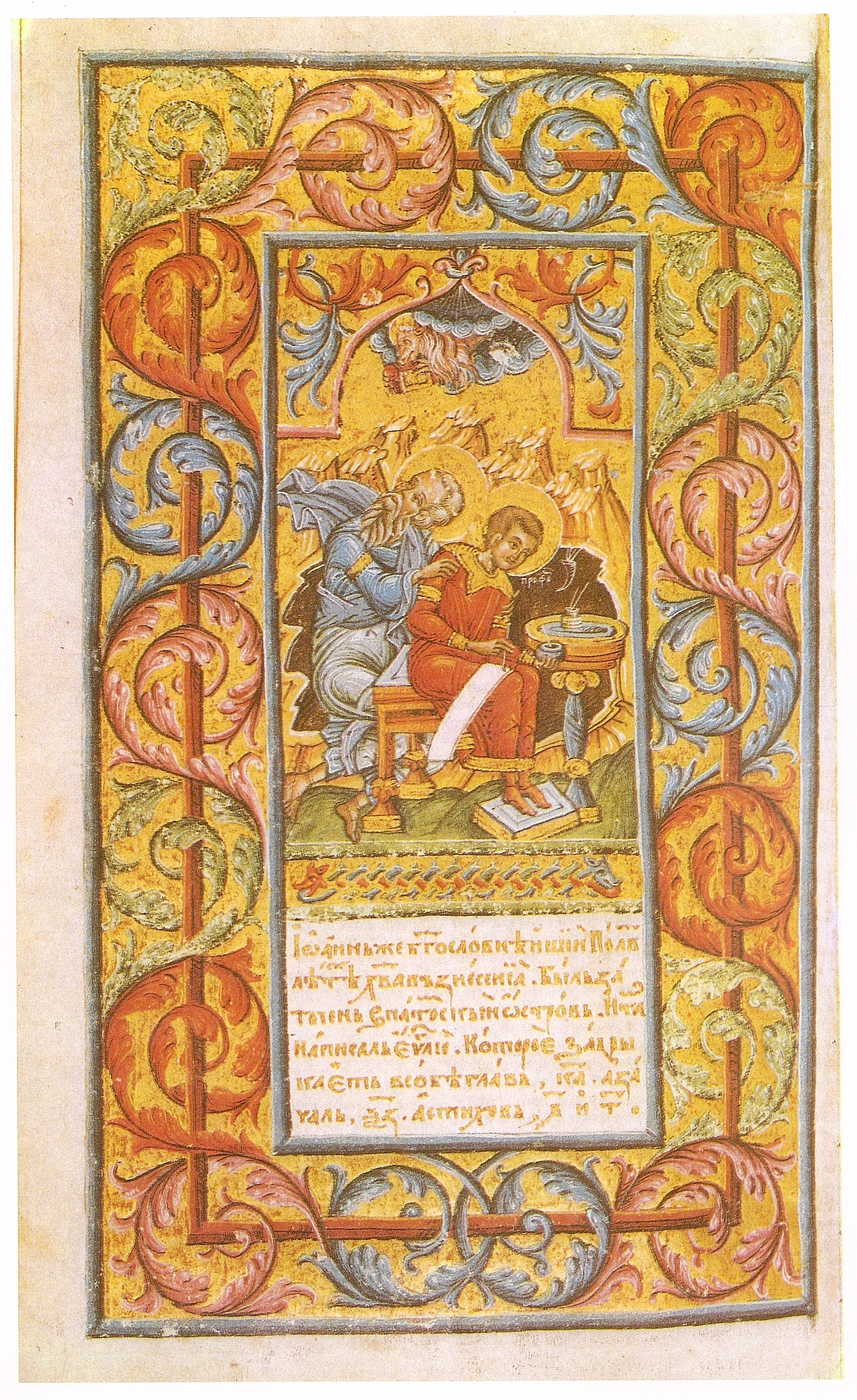
«Пересопницьке Євангеліє» 1556—1561 рр.

«Руська мова» мала статус державної мови у Великому князівстві Литовському від другого видання «Литовського статуту».
|  | А писар земский маєть по руску литерами й слові рускими вси листы, выписы и позвы писати, а не иншим єзыком и словы |

У XIV—XV ст. мова документів Великого князівства Литовського щораз більше наближувалася до української розмовної мови. І. Огієнко зазначав :
|  | Значення т.зв. актової мови (тобто «мови документів») в історії розвитку української літературної мови дуже велике, першорядне, бо вона стала провідником живої нашої мови до мови літературної. |

Формування літературної мови українців відбувалося на основі двох діалектів: на полісько-волинській основі (літературна українсько-білоруська мова) у Великому князівстві Литовському та на покутсько-наддністрянській основі в Галичині та у Молдовському князівстві.
Богослужбові книги починають перекладатися «про́стою мовою», тобто мовою, максимально наближеною до розмовної української (наприклад, «Пересопницьке Євангеліє» 1556—1561 рр., «Крехівський Апостол» 1560 р.). Ці переклади нагадують переклади Біблії польською та чеською мовами.
У цей час в Україні виникає друкарство, першими друкованими працями стали «Євангеліє учителноє» 1559 р. та «Острозька Біблія» 1580—1581 рр.
Пам'ятки, написані простою мовою на народній основі, були надзвичайно строкатими у мовному плані.
Ранньосередньоукраїнський період у розвитку розмовної української мови — XV—XVI ст.
За Ю. Шевельовим, ранньосередньоукраїнський період у розвитку української мови (XV—XVI ст.) можна визначити як час переважно самобутніх змін у фонетичній системі, що були притаманні лише українській мові.
Крім білоруської мови, у цей період інші слов'янські мови, суміжні з українською, практично не мали спільних з нею звукових процесів (виняток — «укання» в болгарській мові).
Старий поділ діалектів на київсько-поліські та південно-західні не зберігся: можна говорити про перерозподіл діалектів і появу нових пучків ізоглос у ранньосередньоукраїнський період, а також про національно-мовну єдність (про це свідчить формування південно-східного наріччя з північного та південно-західного).
| Фонетичні процеси, які відбувалися в українській мові у ранньосередньоукраїнський період — XV—XVI ст. |
| Найголовніші нові фонетичні зміни: - Зникнення м'яких губних фонем [pʲ], [bʲ], [mʲ], [vʲ] перед голосними ([pʲatʲ] → [pjatʲ]). Цей процес є продовженням тенденції давньоукраїнського періоду, коли губні втратили м'якість наприкінці слів і складів ([semь] → [se•mʲ] → [se•m]). - Наголос починає відігравати важливу роль при звукозмінах, цього не спостерігалося у протоукраїнський та давньоукраїнський періоди: - північноукраїнська монофтонгізація ненаголошених дифтонгів: [sіеm] → [sem'nadt͡sjatʲ], - «укання» та «икання» в ненаголошених складах в тій частині України, яка перебувала у складі Польського та Молдовського князівств (['wodɪ] — [wu'da], ['wedenyj] — [wɪ'dɪ]), - у деяких говірках ствердіння середньопіднебінних (['ʃʲapka] → [ʃap'kɪ]). Інші нові фонетичні зміни: - Поява вставного звуку в складах, які містили вокалічні приголосні ([krwaw-] → [krɪ-waw-], [witr] → ['witer]). - У південно-західних говорах перехід [а] в [е] після пом'якшених приголосних (['tʲamɪtɪ] → ['tʲemɪtɪ]). - Різноманітні процеси асимілятивного уподібнення голосних у сусідніх складах: - перехід ненаголошеного [о] в [а] перед складом з наголошеним [a] ([bo'γatɪj] → [ba'γatɪj]), - перехід ненаголошеного [о] в [u] перед складом з наголошеним [u] — «укання» ([ko'ʒux] → [ku'ʒux]), - Вставні голосні у кінцевих складах слів і основ (як у парадигмах з чергуванням е/о: Ø: [oγnʲ] > [wo'γonʲ] / [woγ'nʲu], як у [son] / [snu]). Завершення процесів, які розпочалися у давньоукраїнський період: - Закінчення процесу огублення [l] після [о] ([wolk] → [wowk]); - Закінчення процесу уподібнення [j] до попереднього м'якого приголосного (['γrudʲja] → ['γruɟːa]), вперше з'явилися подовжені м'які приголосні. - Перехід звужених (реалізованих з вищим піднесенням) [o•] та [e•] в новозакритих складах в [і] ([ʃe•stʲ] → [ʃistʲ], те саме стосується також [e•], що утворився з [ě]) та [u•] → [ü] → [і] ([sto•l] → [stu•l] → [stül] → [stil]). - Розповсюдження форм, у яких сусідні фонеми уподібнювалися за м'якістю / палатальністю (['doʃka] / ['doʃt͡si] → ['doʃʲt͡sʲi]). Ці процеси розпочалися у давньоукраїнський період та поширилися у ранньосередньоукраїнський період. - Ствердіння середньопіднебінних приголосних (['ʒʲaba] → ['ʒaba]). - До початкових складів, які містили лише один голосний, було додано протетичні приголосні (['ostrɪj] → ['wostrɪj] / ['γostrɪj]). Фонетичні інновації, що виникли на українській території, яка знаходилася у складі Польського королівства та Молдовського князівства: - глухі приголосні не стали дзвінкими у таких словах, як вести → везти, - оглушення кінцевого приголосного ([did] → [dit]), - перехід ненаголошеного [о] в [u] перед складом з наголошеним [u] — «укання» ([ko'ʒux] → [ku'ʒux], інновація поширилася на інші регіони), - підвищенні артикуляції [ʲа] з перетворенням його на [ʲе] (['tʲamɪtɪ] → ['tʲemɪtɪ]), - протетичний [w] перед [о-] (ворати в наддністрянських і надсянських говірках, в літературній мові орати, інновація поширилася на інші регіони), - середньопіднебінні приголосні стверділи набагато раніше, ніж в інших регіонах (інновація поширилася на інші регіони). Фоннетичні інновації, що виникли на українській території, яка знаходилася у складі Великого князівства Литовського: - огублення [l] ([wolk] → [wowk]), - вставний голосний після сонорних у кореневих складах ([kr'wawɪj] → [krɪ'wawɪj]), - новий статус дзвінкості ([wez'tɪ], [dʲid]), - протетичний [γ] перед [о] (Західне Полісся та Волинь) та перед [u-] (Середнє Полісся), - частковий перехід переднаголошеного [о] в [а] перед наголошеним [а] ([bo'γatɪj] → [ba'γatɪj]). Частина з цих інновацій не вийшла з первісної зони, інші поширилися на захід (огублення [l] у XVII ст., протетичний [ɦ] перед [о-], але лише на Поділлі, Буковині та Покутті). |

Українська мова у Молдовському князівстві
Молдовське князівство утворилося практично повністю на землях південної частини Галицько-Волинського князівства, у Галицькому Пониззі (перша згадка про Молдову як нову провінцію Угорщини у 1352 або 1353 рр., незалежне князівство від 1359 р.). Більша частина слов'янського україномовного населення була асимільована новоприбулими румуномовними мігрантами з Трансильванії, однак на півночі, у Північній Буковині, збереглося автохтонне українське населення.
Русини-українці становили приблизно третину населення Молдовського князівства. Частина з них тут уціліли ще з часів Русі, інших господарі Молдови приводили як полонених з походів на руські землі Польського королівства. Господар Молдови Стефан III Великий, приміром, ходив під Коломию, Теребовлю і навіть Львів.
Офіційні документи й літописи аж до середини XVII ст. (до часів господаря Василя Лупула) в Молдові вели літературною «руською мовою» або «українською актовою мовою», тобто мішаною церковнослов'янською та староукраїнською мовою.
Молдовське письменство відчувало вплив старої української актової мови, адже молдовські господарі мали писарів (канцлерів) українського походження з числа буковинців. Нижче подано зразок мови молдовської грамоти:
|  | «… Герге, уставши ся з добрыми людьми, перепросилъ пана Костю, абы его простилъ на тое село и на домы, и панъ Косте ся смиловалъ на него…». |

Л. Булаховський вважав найстаршими відомими пам'ятками, в яких відбилися основні особливості, що диференціюють українську мову, саме дві грамоти Молдовського князівства — 1360 і 1380 рр.
Молдовське князівство, землі якого свого часу входили до Галицько-Волинського князівства, успадкувало і ділову мову, разом з особливостями устрою та суспільної організації. Збереженню української мови як писемної сприяло й те, що серед населення князівства було, крім румуномовних молдован, багато українців. Окремі волості були суцільно українськими, серед бояр і придворних молдовських князів теж було чимало українців.
Водночас Молдовське князівство підтримувало тісні культурні зв'язки з Волоським князівством (сучасна Південна Румунія), де в актах переважала церковнослов'янська мова з південнослов'янськими (середньоболгарськими) рисами. Окремі акти, які слідували цій писемній традиції, виходили також з канцелярії Молдовського князівства. У Молдовському князівстві у літургійній практиці вживалася церковнослов'янська мова, літописи писалися теж церковнослов'янською, в якій відчутні південнослов'янські, а не українські елементи.
Цікаво те, що з погляду виникнення фонетичних інновацій у ранньосередньоукраїнський період, злиття [і] та [ɪ] ([і] → [ɪ], потім [ɪ] → [ɪ•]: ['milo], ['mɪlo] → ['mɪ•lo]) та звуження [е] та [о] в новозакритих складах після занепаду єрів ([ʃe•stʲ], [sto•l] → [ʃistʲ], [stu•l]) вперше зафіксоване саме на Буковині, яка тоді перебувала у складі Молдовського князівства — звідти ці зміни поступово поширилися на північ та схід України.
Період використання церковнослов'янської мови без запозичень зі староукраїнської мови
Від 1390 до 1550 р. до Києва було привнесено новий тип староболгарської мови. Ця нова тенденція мала на меті очистити староболгарську мову від будь-якого вкраплення до неї місцевих діалектів. Джерело цієї тенденції сягає священицького кола болгарського патріарха Євтимія I (1375—1393 рр.).
Коли після тривалої боротьби Болгарське царство було захоплено турками, освічені болгари стали шукати притулку в інших слов'янських країнах, де поширювали церковнослов'янську мову. В Україні київський митрополичий престол обійняв видатний болгарський церковний діяч Кипріян Цамблак (Цамвлак) (1375—1406 р.), ставши митрополитом Київський і всієї Руси. У 1414 р. митрополитом Київським і Литовським став його родич Григорій Цамблак.
Повторне запровадження «чистої» церковнослов'янської мови мало релігійне підґрунтя: по-перше, «літературна мова вважалася системою знаків, що виражали закінчену релігійну правду», у яку не всі мали право бути посвяченими; по-друге, ця мова була знаком чогось «поза суєтним світом і над ним». Це означало, що
|  | «писемна мова відривалася від говірної… Всьому попередньому багатовіковому рухові від чужинецької (староцерковнослов'янської) мови до вироблення певного компромісу завдяки впровадженню місцевих особливостей давався зворотний хід». Ю. Шевельов, славіст-мовознавець, історик української літератури, професор Гарвардського та Колумбійського університетів, іноземний член НАН України. |

Широке використання церковнослов'янської як літературної літургійної мови полягало у напрацюванні корпусу граматичних праць: у цей час було видано «Лексисъ …» (1596 р.) Л. Зизанія, «Лексіконъ славеноросскій и именъ тлькованіє» (1627, 1653 рр.) П. Беринди, «Синоніма славеноросская» (2-а половина XVII ст.) Є. Славинецького, «Грамматіки славєнския правилноє Сvнтаґма» (1619 р.) М. Смотрицького. Піднесення церковнослов'янської мови мало визначальне ідеологічне значення: ця мова була своєрідним гаслом православ'я, одним з випробуваних знарядь боротьби за незалежність української культури від католицької експансії та ополячення. Висока філологічна освіченість українських книжників уможливила розвинути вчення про староболгарську мову і застосувати його для виховання народу.
|  | «Патос цього вчення полягав у тому, щоб церковнослов'янську мову урівняти у правах із стародавніми мовами — грецькою і староєврейською, які вважалися священними мовами, оскільки були першопочатковими мовами Біблії». Ю. Шевельов |

Підтвердженням цього стала Острозька Біблія 1581 р. з її послідовно староболгарським текстом без жодних елементів української народної мови. З богословського боку текст «Острозької Біблії» — це великий успіх, однак, з іншого боку, цей переклад зініційований кн. Костянтином Острозьким, «зафіксував дальший розрив між церковною (слов'янською) та літературною (напівнародною) мовою. А головне, церковнослов'янський текст цей не міг стати основою норми літературної мови на Україні».
Мови з різною «гідністю», які використовувалися у Речі Посполитій
Наприкінці XVI — і на початку XVII ст. основну роль почали відігравати п'ять мов з різними рівнями «гідності»: грецька (давньогрецька), латинська, церковнослов'янська (староболгарська), польська і руська. Якщо церковнослов'янську (староболгарську) мову як символ православ'я було протиставлено латинській — символу католицизму, то щодо руської простої мови знаменна перша теоретична і водночас практична спроба встановити її «гідність», а саме використання для апостольських цілей: проповідей у церквах, відтак в «Учительних Євангеліях», а згодом у перекладах Святого Письма.
Ідеологом «мовних гідностей» у цей час став видатний лінгвіст і релігійний діяч М. Смотрицький. Він встановив чітку ієрархію п'ятьох мов: давньогрецька, латинська і церковнослов'янська (староболгарська) мали повну «гідність» і утворили трійцю священних мов. Руську і польську мову мали використовувати у перекладах і роз'ясненнях для менш освічених людей. Серед трьох священних мов М. Смотрицький надавав абсолютну перевагу давньогрецькій мові.
У цей час Києво-Печерська лавра стала осередком народної мови: проповідники промовляли лише українською, повчаючі читання у Церкві (Синаксарі) давали тією ж мовою, Євангеліє читалося українською, друкарня лаври випустила багато книжок, написаних українською мовою.
Переклади релігійних текстів XV — XVI століття «про́стою мовою»
Намагання писати релігійні тексти «про́стою мовою» простежується в Україні у XV ст. З того часу до нас дійшло близько тридцяти текстів. Відома, зокрема, Четья-Мінея 1489 написана у 1489 р. у Кам'янці-Подільському «Четья» — у ній вживається багато слів та зворотів живої української мови. Ця пам'ятка відобразила «трансформацію церковнослов'янської мови в українську через насичення елементами української мови на різних рівнях».
У XVI ст. в Україні помітно активізувалося релігійно-культурне життя. Саме на той час припадають перші спроби здійснити переклади «про́стою мовою» біблійних книг. У перекладах «про́стою мовою» біблійних текстів знаходимо церковнослов'янську лексику (переважно такі слова, яким важко було знайти відповідники), а також слова, що увійшли до сучасних української, білоруської, польської й навіть чеської мов, деякі діалектизми тощо.
Перша значна спроба на українсько-білоруському ґрунті здійснити переклад «простою мовою» біблійних книг та видати їх, належить білорусу Францискові Скорині. Зразком і орієнтиром для нього виступав чеський переклад Біблії 1506 р.
Пересопницьке Євангеліє стало один з перших перекладів новозавітних книг розмовною українською мовою. Робота над євангелієм розпочалася у Дворецькому монастирі в 1556 р., а завершена була у 1561 р. у Пересопницькому монастирі на Волині. Переписувачем твору був Михайло Василевич, син протопопа з Санока в Галичині. Керував цією працею пересопницький архімандрит Григорій — освічена людина, знавець багатьох мов. Твір виконувався на замовлення княгині Анастасії-Параскевії Заславської. В основі мови Пересопницького Євангелія залишалася мова церковнослов'янська, трапляються у цьому творі польські та чеські слова, відчутний сильний вплив української народної мови XVI ст. Переписувачі виявили чималий такт, сполучаючи українські розмовні елементи з церковнослов'янськими, можна твердити, що була зроблена спроба створити українську літературну мову, яка б могла функціонувати у сфері «високої» культури.
У 60-ті роки XVI ст. на Волині з'являються й інші переклади біблійних книг розмовною українською мовою. Ці переклади були пов'язані з польськими протестантськими впливами. Значну роль тут відіграла Радзивіллівська Біблія. Як зазначає Дмитро Чижевський, саме вона помітно вплинула на появу т. зв. Крехівського Апостола — український текст цього перекладу був складений переважно на основі Радзивіллівської Біблії.
Ще один волинський переклад новозавітних текстів розмовною українською мовою з'явився в 1581 році. Це — євангеліє, перекладене в селі Хорошові місцевим шляхтичем Валентином Негалевським. Зразком для нього послужив польськомовний переклад Нового Заповіту Марціном Чеховіцем, який був одним з ідеологів польського антитринітаризму (аріанства). У передмові до свого перекладу Євангелія В. Негалевський писав, що цю роботу він здійснив не з власної волі, а за намовою та заохотою багатьох учених і побожних людей, що люблять Слово Боже, але не вміють читати по-польськи, а по-церковнослов'янськи не зовсім розуміють. З цих слів випливало, що на тогочасній Волині багато людей таки не знали ні польської, ні церковнослов'янської мов, читали ж вони тексти, написані розмовною українською мовою.
Розмовні українські говірки знайшли своє відображення також в Учительних євангеліях кінця XVI — початку XVII ст. Пам'яткою розмовної української мови в її закарпатському варіанті стали т. зв. Нягівські Повчання, створені орієнтовно в середині 50-х років XVI ст.
Перший літературний твір, надрукований українською розмовною мовою, з'явився не у православному, а в протестантському середовищі. Цим твором стала п'єса «Трагедія руська». Побачила світ вона орієнтовно в 1609 — 1618 рр. в раківській друкарні протестантів-соцініан, що належала Себастіану Стернацькому. «Трагедія руська» так і не стала поворотним моментом у становленні української літературної мови на народній основі, оскільки православне духовенство було проти використання розмовної мови замість церковнослов'янської у богослужінні.
Перший український словник

«Лєксисъ съ толкованіємъ словєнскихъ мовъ просто» (Словник з тлумаченням церковнослов'янських слів про́стою мовою) — перший рукописний церковнослов'янсько-український словник (кінець 70-х — початок 80-х років XVI ст).

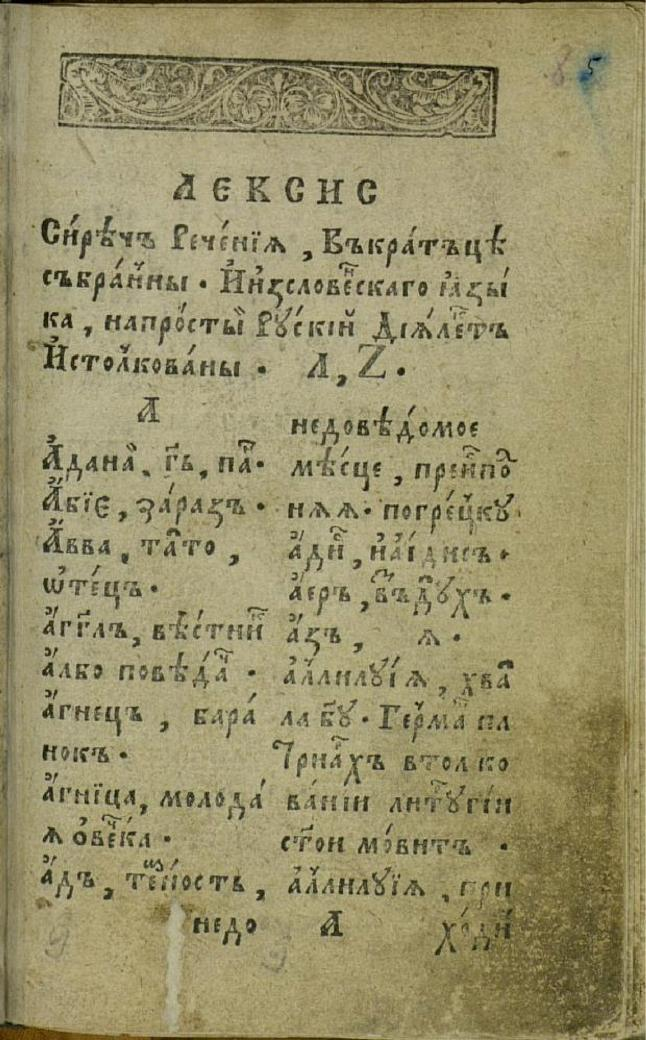
«Ле́ксис Си́рѣчъ Рече́нїѧ, Въкра́т(ъ)цѣ събра́н(ъ)ны. И из слове́(н)скаго ѩзы́ка, на про́сты(й) Ру́скій Діѧле(к)тъ Истол(ъ)кова́ны» (Словник, тобто зібрана невелика кількість слів, витлумачених з церковнослов'янської мови про́стим руським діялектом) — перший друкований церковнослов'янсько-український словник, 1596 р.

І. Огієнко писав про мовну ситуацію в Україні в XVII ст.:
|  | [...] Церковнослов'янська мова вже настільки трудна, вже так мало її розуміють, що й сама церква українська стає немилою для її власних синів. |

З віддаленням розмовної української мови від церковнослов'янської з'явилася потреба у перекладних церковнослов'янсько-українських словниках. Найбільш раннім з відомих перекладних церковнослов'янсько-українських словників є рукописний «Лєксисъ съ толкованіємъ словєнскихъ мовъ просто» (укр. Словник з тлумаченням церковнослов'янських слів про́стою мовою). У 1884 р. його було опубліковано архімандритом Амфілохієм у «Читаннях у Товаристві історії та давностей російських при Московському університеті». У передмові до публікації архімандрит Амфілохій писав, що він придбав у торгівця давніми книгами Г. Шишкова Острозьку Біблію (1581 року), яка привертає увагу поясненнями XVII ст. на берегах змісту деяких глав з Біблії, окремих думок та слів тощо.
«У кінці біблії», — пише Амфілохій, — «на 7-ми вплетених аркушах написаний примітний словник, названий укладачем „Лексисъ, съ толкованіємъ словєнскихъ словъ просто“. Власник цього примітного рукопису, судячи з численних приписок на берегах…, жив у західних губерніях…». Амфілохій правильно відзначив, що «цей словник є чи не найдавнішою спробою українського азбуковника». Українська мова названа «про́стою мовою».
«Лексисъ съ толкованіємъ словєнскихъ мовъ просто» не становить закінченої праці. У ньому чимало слів залишилось без перекладу з невідомих причин. На відміну від попередніх словників, де церковнослов'янські слова тлумачилися тією ж церковнослов'янською мовою, у «Лексисі …просто» вперше слова розташовані за абеткою, щоправда алфавітний порядок витриманий лише щодо початкової літери. Над реєстром поданий загальний підзаголовок «пословенску», над перекладною частиною — «просто».
Реєстрове церковнослов'янське слово перекладається одним, зрідка кількома українськими словами або пояснюється словосполученням. Наприклад: церк.-слов. блюдо — укр. миса, брашно — укр. покормъ, бронѧ — укр. панцырь, внѣ — укр. на дворѣ, врачъ — укр. лѣкарь, докторъ, вѣтвиѥ — укр. голье, розки, дѣтище — укр. дѣтина, лѣтъ 6, голо(т) — укр. вода змерзлая, гололидица, десная — укр. мѣстце правое тощо.
Першим українським друкованим словником є церковнослов'янсько-український словник Л. Зизанія, що вийшов у 1596 р. у Вільні під назвою «Ле́ксис Си́рѣчъ Рече́нїѧ, Въкра́т(ъ)цѣ събра́н(ъ)ны. И из слове́(н)скаго ѩзы́ка, на про́сты(й) Ру́скій Діѧле(к)тъ Истол(ъ)кова́ны» (укр. Словник, тобто зібрана невелика кількість слів, витлумачених з церковнослов'янської мови про́стим руським діялектом) у книжці, що починається букварем «Наука ку читаню и розумѣню писма слове(н)ского. ту ты(ж) ω ст̃ой тройци, и ω въчловеченїи г(с)дни» (укр. Наука про читання і розуміння письма церковнослов'янського, і тут таки про Святу Трійцю та про те, як Господь втілився у людині) і різними молитвами. Після «Лексиса» йдуть твори С. Зизанія «Изложеніε ω православной вѣрѣ» (укр. Виклад про православну віру), більшу частину якого становить «Ω свѧтой тройци» (укр. Про Святу Трійцю) і «Ω въчловеченіи Гос(ъ)под(ъ)ни» (укр. Про те, як Господь втілився у людині).
Реєстр «Лексиса» Л. Зизанія налічує 1061 слово церковнослов'янської мови. Лаврентій Зизаній розташував реєстрові слова в такому алфавітному порядку: А, Б, В, Г, Д, Є, Ж, З, І, И, К, Л, M, H, O (разом з Оу, тобто У), П, Р, С, Т, Ф, X, Ω, Ц, Ч, Ш, Щ, Ю, Я, V, що дещо нагадує послідовність розташування літер у грецькій абетці.
Церковнослов'янські слова перекладаються українською літературною мовою другої половини XVI ст. Між церковнослов'янською й українською мовами проведена виразна межа — церковнослов'янські слова та форми в перекладній частині зустрічаються дуже рідко. Значну кількість слів перекладної частини становлять українські народні слова й вирази, які живуть і в сучасній мові: абїє — укр. заразъ, безуме(н) — укр. дуре(н), бедро — укр. бокъ, кличъ — укр. крикъ, гукъ, верескъ, лысть — укр. лы(т)ка, мѣлъ — укр. вапно, крейда, негли — укр. заледвѣ, ачей, нѧдро — укр. пазуха, пѣте(л) — укр. когутъ, пѣве(н), петухъ, ропщу — укр. нарѣкаю, свѣдительствоую — укр. свѣдчу, юноша — укр. парубо(к) младенецъ, зѣница — укр. зѣ(н)ка, чоловѣчокъ, щапство — укр. чѧ(ч)ка (пор. суч. цяцька) тощо.
Нині примірник «Лексиса», оправлений разом з «Грамматікою словенскою» Л. Зизанія, зберігається в Державній публічній бібліотеці ім М. Є. Салтикова-Щедріна в Санкт-Петербурзі.

### 1569р.— 1667р.

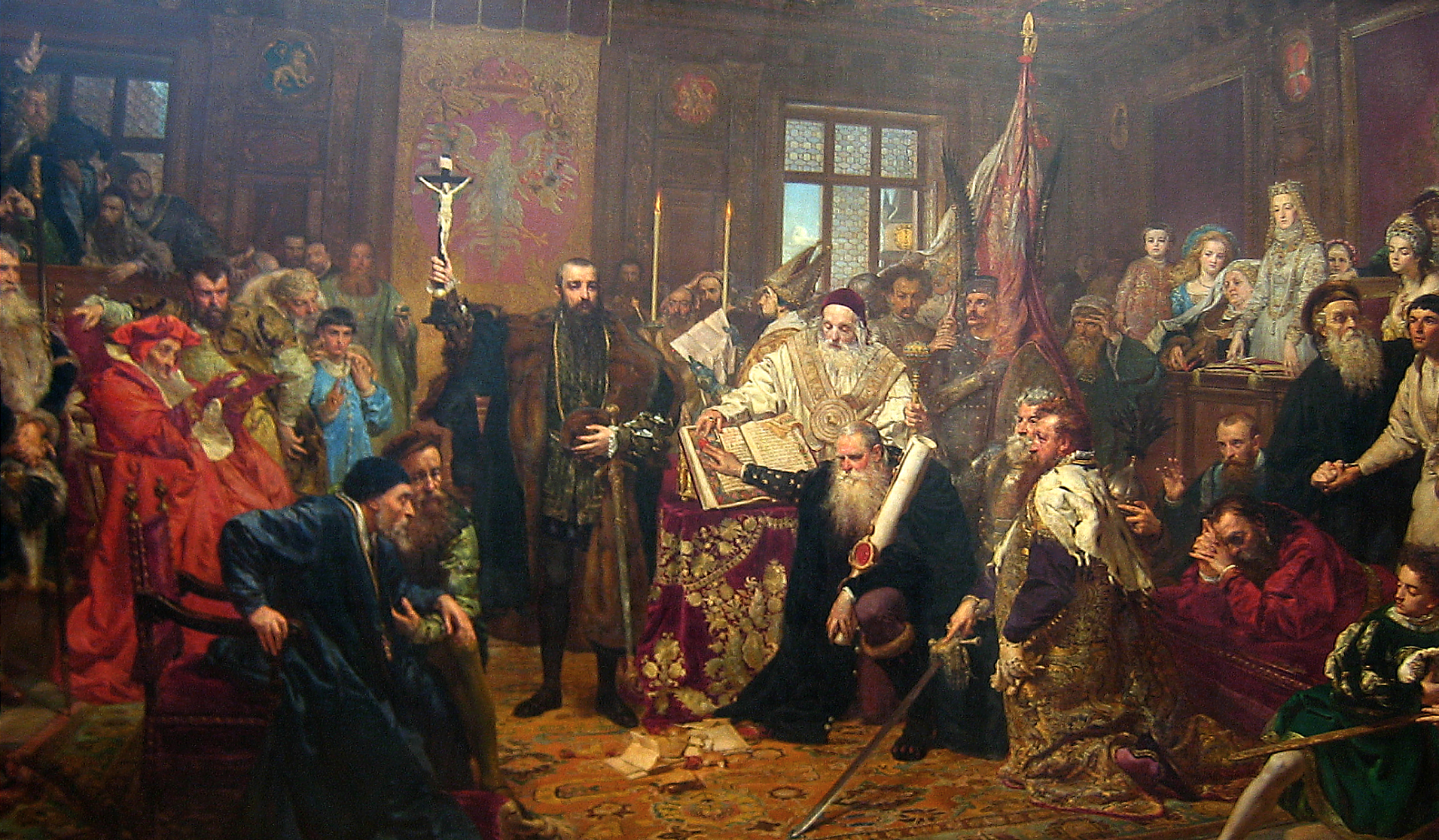
Картина «Люблінська унія» Я. Матейка, 1869 р.

Українська мова після Люблінської унії 1569 р.
При укладанні Люблінської унії 5 червня 1569 р. на вимогу української шляхти було зазначено: «На прохання всіх станів позоставляємо, що по всяких їхніх судових справах, як назви, вписи до книг, акти й усякі їхні потреби, так і наших судів гродських і земських, як і з нашої коронної канцелярії наші декрети, і по всіх наших коронних потребах королівських і земських листи до них не яким іншим, а тільки руським письмом мають бути писані й проваджені на вічні часи». Цей акт підписав король Сигизмунд II Август. Польща традиційно порушувала власноруч видані закони, повсякчас натрапляючи на спротив української верхівки, зокрема у 1569, 1571, 1577 рр. У відповідь польський уряд давав гарантії щодо використання української мови: привілеї 1569, 1591, 1638, 1681 рр., але вони рідко втілювалися у життя. Наприклад, з 17 книг муніципальних і судових документів, написаних між 1582 і 1776 рр., було 130 — польською мовою, 25 — змішаною польською і латинською, 13 — змішаною українською і польською, 3 — українською, 1 — латинською.

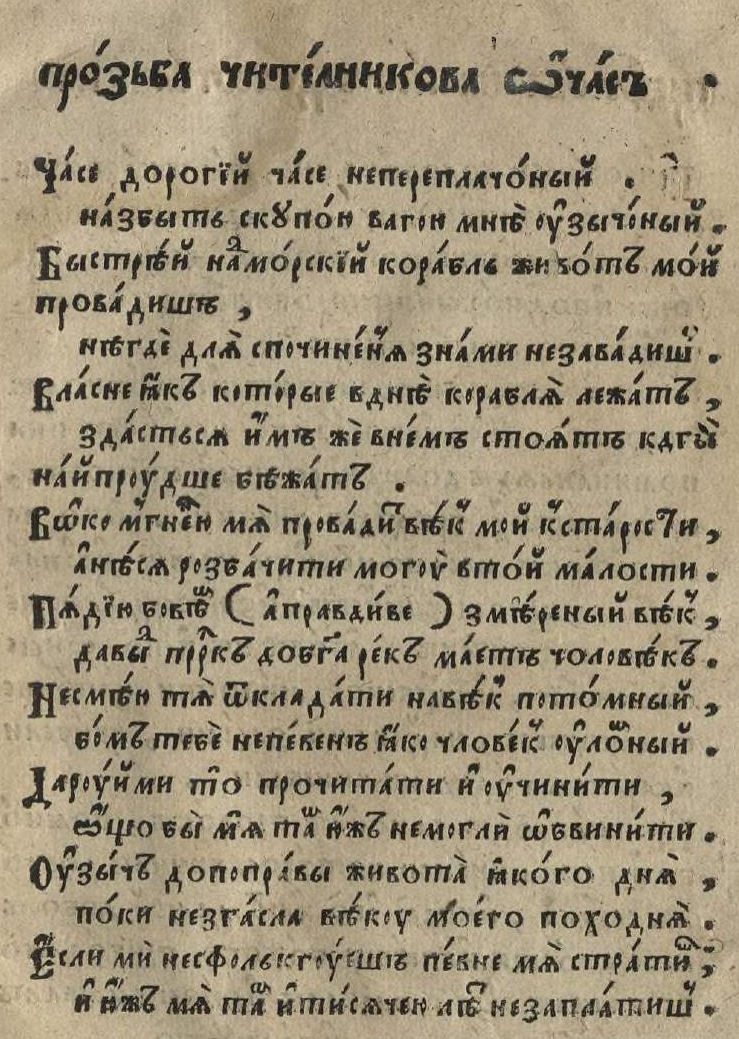
Вірш Даміана Наливайка «Прозьба чите́лникова ώ ча́съ» — приклад літературної української мови, книга «Лѣкарство на оспалый умыслъ чоловѣчій», Острог, 1607 р.
Ча́се дорогїй, ча́се непереплачо́ный,
на́збыть скупо́ю ваго́ю мнѣ́ ꙋзычо́ный,
Быстрѣй на(д) мо́рскїй кора́бль живо́тъ мо́й прова́дишъ,
нѣгде́ длѧ́ спочине́н(ь)ѧ з на́ми не зава́диш(ъ).

Загальну атмосферу відстоювання своїх національних прав і потреб відображено у «Заповіті» шляхтича, брацлавського каштеляна і володимирівського городничого Василя Петровича Загоровського. У липні 1577 року, потрапивши до татарського полону у Криму, він передав своїй рідні «Заповіт», що ходив по руках волинської шляхти:
|  | Кгды теж дітям моїм Бог милостивий дасть по семи літ, маєт ее милость пани дядиная моя дьяка добре ученого й цнотливого способити, або того Дмитра дьяка, што в мене служил, зьєднавши в дому моєм або в церкви светого Ільї, у Володимирі, их руское науки в письме светом дать учити й, не пестячи їх, пилне й порядне до науки приводити... А коли їм Бог милостивий дасть в своєму язику руском в писме святом науку досконалую тогда мается милость; пани дядина моя, бакаляра статечного, котрий їх би науки латинского письма добре учити мог, им зьєднавши в дому моем велил би учить... Также аби письма своєго руського і мовенья руськими слови й обичаєв цнотливих і покорних руських не забивает... |

Врешті-решт, попри колективні й поодинокі національні спалахи, основний закон країни Литовський Статут 1588 року, складений після Люблінської унії, вже у 1614 р., а потім у 1619, 1623, 1648 рр. вийшов польською мовою. У 1696 р. Варшавський Сейм ухвалив відповідну до його політичного курсу постанову про мову урядових українських канцелярій: «Писар повинен по-польськи, а не по-руськи писати».
Наукове обґрунтування полонізації у XVII ст. не відрізнялося від пізнішої русифікаторської концепції М. Погодіна. Полонізований і покатоличений молодий князь Острозький переконував представників львівського православного братства:
|  | Українці – то осколок польського племені, в давнину відірваний ворожими силами від рідного польського кореня та обплутаний схизмою [православною вірою]. В ній [тобто в схизмі] вони і досі скніють, хоч ойчизна [Польща] і намагається повернути їх у своє лоно. Русчизна затьмарила наш розум, кинула в серця наші заздрощі і злобу до єдинокровних братів-поляків. |

Чужомовна стихія проникла і до інтелектуально-духовної верстви суспільства, що підтверджує факт творення панегіричної релігійно-духовної та полемічної літератури православними діячами по-польському. Особливо це стимулювала Берестейська унія. Серед авторів, що писали польською, були М. Смотрицький, С. Косів, П. Могила, Л. Баранович та ін. Руським, себто українським у них є лише релігійне питання, яке вони захищають … Цьому є виправдання: використання мови ідеологічного супротивника було зумовлене, передусім, бажанням донести до релігійних опонентів свою позицію. Так формувалася особлива роздвоєна національно-культурна свідомість української еліти з орієнтацією на польську культуру. Слушно зазначає М. Грушевський: українська шляхта, яка чисельно переважала польську, могла б дати відсіч, стати на захист української культури, але трагедія була в тому, що її спокушали польська культура, тісніший зв'язок з нею, привілеї, якими забезпечували їх уряди.
Від часу входження українського мовного простору спочатку до складу литовської держави, а потім до Речі Посполитої, частина русинів-українців, зокрема бояри, що стали шляхтою, зреклися місцевої мови і засвоїли польську як мову літературну — і письмову, і розмовно-побутову. Зрозуміло, що за таких обставин до української мови активно входили полонізми, латинізми, германізми. Зросла роль латинської мови, «… бо вона в Польщі скрізь була потрібна, і її навчали […] в нашій Київській Академії вже за митрополита Петра Могили, чому козацька старшина так часто знала цю мову, на той час мову науки й дипломатії». Однак попри це, знаковість XVII ст. в іншому:
- у наповненні української мови народними лексико-граматичними структурами і витворенні «простої мови», як називали її сучасники;
- у її широкому територіальному поширенні;
- у набутті статусу офіційної за Гетьманщини;
- у спробах її першої лексико-граматичної кодифікації.

Мова зростала через широке творення адміністративно-правової і суспільно-політичної лексики, що зумовлено розширенням кола ділових документів не тільки у судових та інших державних установах козацької держави, але й у культурно-освітніх осередках. Зокрема, про це свідчать ділові документи львівського Успенського ставропігійного братства, збірник актових документів Волині й Наддніпрянщини, приватне листування урядових осіб, передусім І. Мазепи та І. Самойловича.
| Фонологічні процеси середньоукраїнського періоду — сер. XVI ст. — перші роки XVIII ст. |
| Найголовніші зміни: - Перехід від однотонного до «модульованого» мовлення, уподібнення «зайвих» складів до сусідніх та їх зникнення: [mo'loje] → [ma'leje] → [ma'le]. - заміна одного звуку [r] на [l], якщо у слові було два звуки [r]: рицар → лицар. - поява нових фонем [g], [d͡z], [xw], частіше вживання [d͡ʒ]. - розвиток фонетичного пом'якшування приголосних, зокрема: - перед [i]: [dil] «долина», але [dʲi'lɪtɪ] «паювати». - перед [o], яке виникло з [e], перед зубними приголосними: [slʲoza]. - у закінченнях прикметників перед [ɪ]: ['sɪnɪj] → ['sɪnʲɪj] → синій. - поява [i] у відкритих складах замість [о] та [е] в словах на кшталт кінець, у закритих складах у повноголосих сполуках (сторона → у родовому відмінку множини сторон → сторін). Фонетичні зміни в окремих говорах - переходи [aw] → [ow] (дав → дов), [ɪ] → [u] після губних (мило → муло), [uw] → [u] (рувний → руний «рівний»). - у західних говірках розвиток фонетичного пом'якшення призвів до таких змін звуків (ці зміни не увійшли до літературної норми): - [sʲ] → [ʃʲ]: [visʲ] → [viʃʲ], - [tʲ], [dʲ] → [kʲ], [gʲ]: [dʲid] → [gʲid], - [sʲtʲ] → [sʲt͡sʲ] або [ʃʲt͡ʃʲ]: [stʲi'na] → [sʲt͡sʲi'na] або [ʃʲt͡ʃʲi'na]. - ствердіння [t͡sʲ] (у північному наріччі, карпатській групі діалектів та частині наддністрянських і західноподільських говірок за винятком бойківських, середньозакарпатських і західнополіських говорів). - ствердіння [rʲ] (Волинь, Поділля, відсутнє в карпатській діалектній групі, не постійне у наддністрянських говірках). - інші фонетичні переходи в окремих діалектах: - [ɪ] → [е] (гуцульські, покутські, західноволинські говірки), - [ɪ] → [і] перед [і] в наступному складі (Закарпаття, Подунав'я), - [а] → [о] перед [w] (надсянські, карпатські, наддністрянські говірки), - втрата [j] у позиції між двома голосними ([horoju] → [horou] у наддністрянських і частково у надсянських та лемківських говірках), - огублення [ɪ] та його перехід в [u] (частина північних говірок), - дорсальна палаталізація (підляські, надсянські, карпатські говірки за винятком гуцульських), - [v] → [h] (надсянські та лемківські говірки), - [uw] → [u] (частина закарпатських говірок). Продовження змін попереднього періоду: - Перехід звуків [u2] та [ʲu•], які історично виникли з [o] та [e], в огублений голосний переднього ряду високого піднесення [y] (або [ü]) та потім в [i] ([kut] → [küt] → [kit], [u'tʲu•] → [u'tʲük] → [u'tik]). Найголовніші фонетичні інновації в середньоукраїнський період відбуваються у південно-східних говірках (у той час найдинамічніша частина України): - перехід [е] → [о] в позиції перед зубними, - перехід [ɪ-] → [і-], - нові форми прикметників: [bilaja] → [bila], - нові форми дієслів: [pek'tɪ] / [pe't͡ʃu] замість [pe't͡ʃi] / [pe'ku], Процеси, що мали місце в говірках Центральної та Східної України, розповсюджувалися швидко та охоплювали велику територію, у периферійних говірках йшлося про низку локальних змін з малою інерцією поширення. Ці відмінності мають зв'язок зі ступенем міграційної мобільності населення. Центр і схід України характеризувалися тяжінням до мовної інтеграції, а периферійні північні та західні регіони — до диференціації та подрібнення. |

На цьому ґрунті з'явилася художня література різних жанрів. Поезія своїм корінням сягала XVI ст., а саме знаменитого сатиричного вірша подружжя з Волині — Івана (Яна) Журавницького (Жоравницького) та Олени (Галени) Копоть «Хто йдеш мимо — стань годину» (1575 р.). Цей вірш і судова розправа над авторами вірша, звинуваченими в наклепництві, публічно і вперше засвідчили громадянську силу правдивого народного слова.

«Ключъ разумѣніѧ» («Ключ розуміння»), твір Й. Ґалятовського, 1659 р., один з перших прозових творів українською мовою (проповіді).

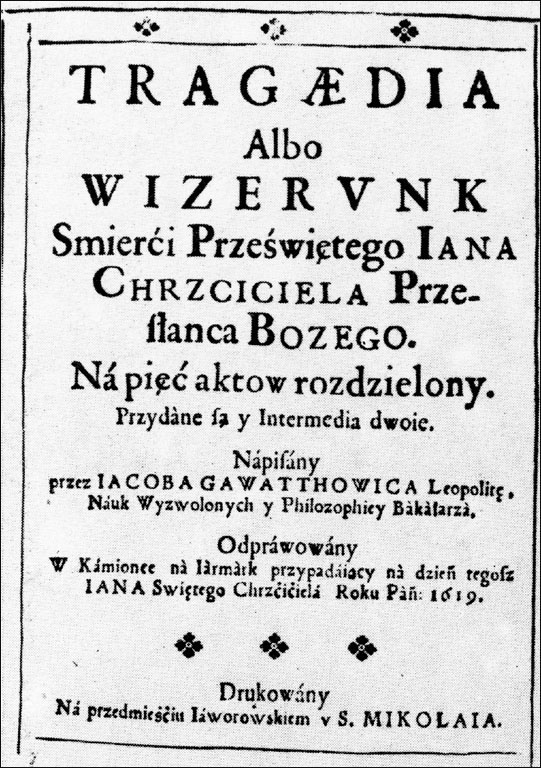
Зародження драматургії українською мовою: польськомовний твір «Tragædia Albo Wizervnk Smierći Przeświętego Iana Chrzciciela Przesłanca Bozego» («Трагедія, або Образ смерті пресвятого Івана Хрестителя, посланця Божого») Я. Ґаватовича, що містив дві україномовні інтермедії, написані латиницею — «Продав кота в мішку» та «Найкращий сон» 1619 р.

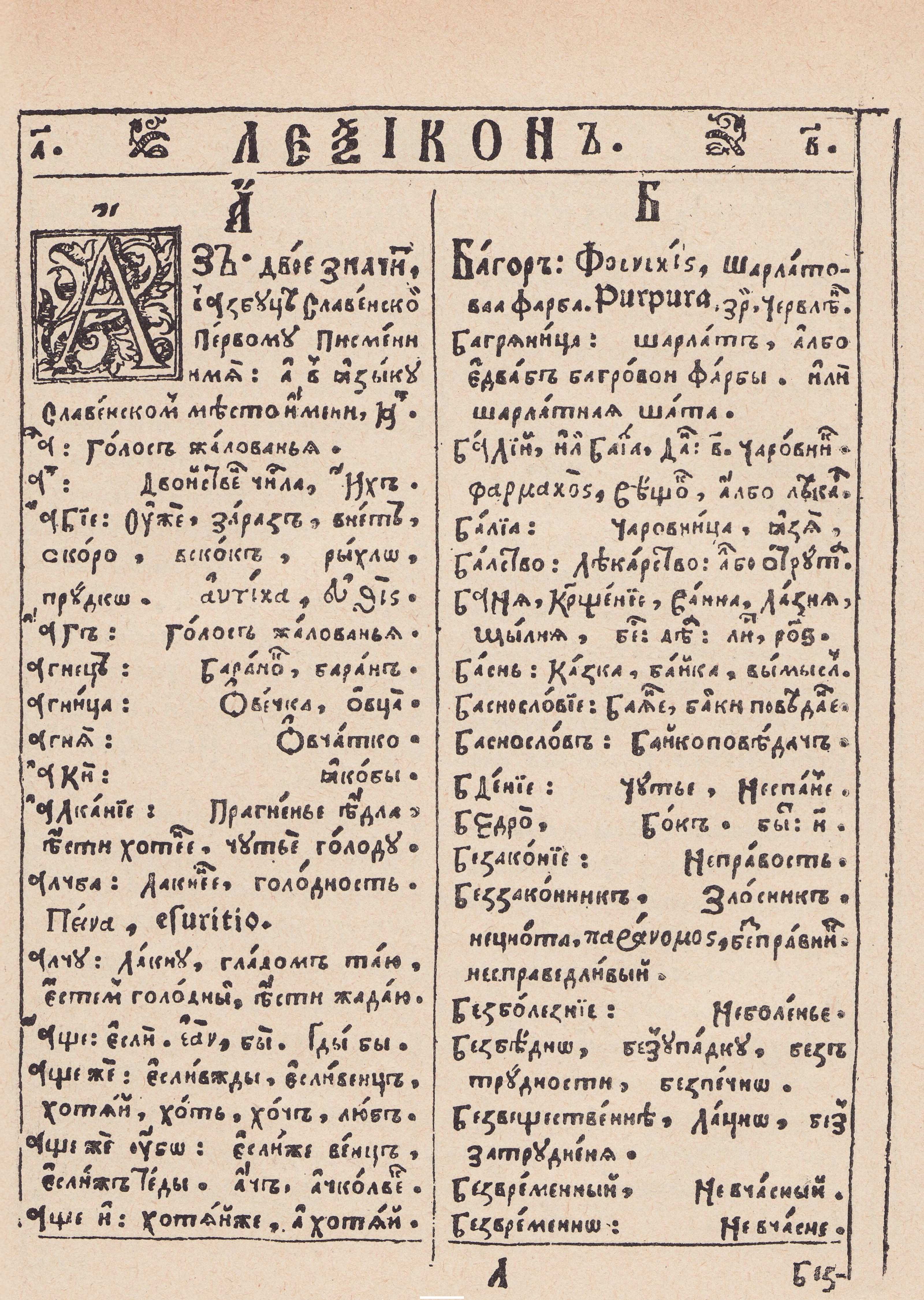
«Леѯіконъ славенорωсскїй и именъ Тлъкованїє» («Словник церковнослов'янської мови та тлумачення слів»), П. Беринда, 1627 р., один з найперших словників української мови.

Поезія таких їхніх наступників, як Г. Смотрицький, К. Зіновієв, К. Транквіліон-Ставровецький, К. Сакович, Т. Земка та інші ставала полем для щораз ширшого вживання народної мови. Саме на цю пору припадає зародження української прози у формі проповідей, серед яких знакова збірка Й. Ґалятовського «Ключъ разумѣніѧ» («Ключ розуміння», 1659 р.), де автор обстоює спілкування людини з Богом зрозумілою мовою: «Старайся, жебы всі люде зрозуміли тоє, що ты мовишь на казаню…». Вагома кількість «абстрактної лексики і запозичених слів у його творах дає підстави говорити не тільки про багатство української мови другої половини XVII ст., не тільки про інтелектуальний рівень письменника, але й про інтелектуальний потенціял народу та життєздатність його мови, яка спроможна ввібрати й пристосувати запозичені слова». Й. Ґалятовський так удосконалив староукраїнську літературну мову, що вона цілком могла прийняти на себе функції загальноукраїнської літературної мови. Продовжувачами його мовної традиції були А. Радивиловський і Д. Туптало — їхня творчість активно працювала на зміцнення суспільної позиції української літературної мови.
Особливе місце у пропагуванні живого народного слова посідала давня драматургія: інтермедії «Продав кота в мішку» та «Найкращий сон» (написані латинкою) як додаток до польськомовного твору «Tragædia Albo Wizervnk Smierći Przeświętego Iana Chrzciciela Przesłanca Bozego» (укр. «Трагедія, або Образ смерті пресвятого Івана Хрестителя, посланця Божого») Я. Ґаватовича (1619 р.), «Вѣршѣ зъ трагедій Хрістос пасхон Григорія Богослова» (1630 р.) А. Скульського, «Слово о збуренні пекла». Піднесенню авторитету й престижу тодішньої української і церковнослов'янської (староболгарської) мов особливо сприяли щойно створені лексикографічні й мовознавчі праці. Вони, всупереч юридичним і політичним утискам польської влади, свідчили про незворотність українського мовотворчого процесу, а незабаром і державотворчого під час національно-визвольних змагань 1648—1654 рр. Найвищим досягненням української лексикографії був «Леѯіконъ славенорωсскїй и именъ Тлъкованїє» (укр. «Словник церковнослов'янської мови та тлумачення слів») (1627 р.) П. Беринди — диференційний церковнослов'янсько-український словник з 7 тисячами статей і 1400 онімами. Перекладна частина праці — одне з найбагатших зібрань української лексики кінця XVI — початку XVII ст.
Оформлення південносхідного наріччя
У боротьбі з татарами і турками сформувалася самостійна військово-політична сила — козацтво. На Січ активно мігрувало українське населення Галичини, Волині, Полісся, Холмщини, Поділля, північної Київщини. Таке переміщення українського населення та змішування говорів північного та південносхідного наріч і дало початок слобожанському та степовому говорам південносхідного наріччя.
Ю. Шевельов в «Історичній фонології української мови» писав:
|  | «На відзисканих землях спостерігалася велика строкатість, оскільки серед поселенців були носії всіх можливих українських говірок, як південно-західних, так і північних, а поза тим — білоруської, польської та (нехай на меншу міру) багатьох інших мов, від татарської до німецької чи литовської. З взаємодії цих діалектів і мов, серед яких, утім, український елемент мав величезну перевагу, постали південно-східні говірки, що їхні прикмети, викшталтувані в 2-й пол. XVI ст. та в XVII ст., зазнали тільки незначних змін у XVIII — XIX ст.». |

### 1667р.— XVIIIст.
Гетьманщина
Після Андрусівського перемир'я 1667 р. у Гетьманщині стали широко використовувати «просту мову» в документах центральної та місцевої влади. Українською провадили свої записи органи місцевого самоврядування та суди, українська мова стала офіційною. Не зважаючи на це, престиж польської мови навіть на тих землях, де порушилися політичні зв'язки з Польщею, не був підірваний. Польську вживали як писемну навіть представники вищого православного духівництва, наприклад Л. Баранович. Не виходили з моди й полонізми у мові освічених верств суспільства.
Рівень взаємозрозумілості української мови часів Богдана Хмельницького з тогочасною російською мовою був доволі низьким. Про це свідчить те, що доводилося використовувати подвійний переклад латиною.
Події XVI—XVII ст. призвели до того, що українською стали говорити різні стани, включаючи гетьманів, старшину, козаків і селян. Польськомовне населення було винищене, або виїхало за межі України. Повсякчасна небезпека та безлад випродукували, за Ю. Шевельовим, «мовну єдність в умовах роз'єднання, позірного браку суспільного зв'язку та занепаду культурного життя». Це яскравий приклад незбіжностей мовної і суспільної «синусоїд» розвитку, де мова заступає відсутність роділеної на частини української держави і стає символом її неподільності. Не менш важливим було постання південно-східного наріччя на новозаселених землях. А звідси — найважливіший парадоксальний висновок, на якому наголошує Ю. Шевельов:
|  | Мовна єдність народу збереглася й посилилася скоріше не всупереч драматичним історичним подіям, а завдяки їм. Політична незалежність (чи боротьба за неї) зазнала краху, й культурний розвій загальмувався, проте мовна єдність зміцнилася. |

Правобережжя
Події українсько-польської війни на тривалий час призупинили процес полонізації. Тепер для самої Польщі на порядку денному постало питання збереження власної державності. Тому аж до межі XVII-XVIII ст. полонізаційні процеси були досить слабкими. Стимулювали їх стабілізація польської влади в Галичині та на Правобережжі й повернення шляхетських порядків. 1696 р., ліквідовуючи наслідки козаччини, за ухвалою польського сейму в судах і установах Правобережної України запроваджувалася польська мова. Поновилися й утиски православної церкви — у 1760-х рр. у Київському і Подільському воєводствах лишалося 20 православних парафій.
Полонізація українців не припинялася, незважаючи на поступовий наступ на саму польську державність. 1789 р. розпорядженням «Едукаційної комісії» польського сейму закрили всі українські школи. Польський тиск призвів до такої ворожнечі українців та поляків, що під час відомих польських повстань зазнали невдачі усі спроби шляхти залучити до боротьби з російськими військами українських селян. Російська влада після придушення польського повстання 1830 р. на Правобережжі розігнала всі польські установи і виселила більшість шляхти. У мовному питанні повністю виключалася польська, натомість у державних, судових, освітніх закладах впроваджувалася російська — полонізація змінилася русифікацією.
Східна Галичина
Західна Україна, яка потрапила під владу Австрії, також не уникала продовження процесу полонізації. Відень для утримання своєї влади на Галичині робив ставку на лояльність поляків, тому не зважав на польські утиски українців. Української освіти в Східній Галичині практично не існувало. Українську мову можна було почути лише в однокласних парафіяльних школах, запроваджених австрійцями у 1774 р. За межами початкової освіти мова навчання була якщо не німецькою, то обов'язково польською. У 1817 р. поляки прибрали до своїх рук усі школи Західної України, остаточно витіснивши з освіти українську мову.
Австро-угорський імператор Йосип II низкою реформ значно полегшив становище західних українців. Це стосувалося як соціального становища українського селянства, так і неприпустимості релігійних утисків греко-католицької церкви з боку поляків. У 1784 р. він заснував у Львові університет, де для українських студентів, зважаючи на їхнє переважне незнання латини та німецької мови, було організовано «Провізоричний науковий інститут в руській мові» або «Studium rutenum». Предмети викладалися штучною мовою — сумішшю церковнослов'янської та місцевих українських говірок. Завдяки цьому закладові українці отримали можливість познайомитися зі здобутками західноєвропейської культури та науки. «Studium rutenum» являв собою окремий український інститут при Львівському університеті, де діяли філософський і богословський факультети.
У 1808 році «Studium rutenum» закрили. Наступники Йосифа II його політику здебільшого не підтримували.
У 1848 р. серед інших вимог українців до австрійської влади було запровадження в школах і адміністративних установах Східної Галичини української мови. Подією став вихід того року україномовного тижневика «Зоря Галицька». З часом Габсбурги були змушені піти на значні поступки полякам — намісник Галичини поляк А. Голуховський послідовно розширював польський вплив, замінюючи німецьких чиновників поляками, розширюючи вживання польської мови у школах. З 1869 р. польська мова остаточно закріпилася як офіційна мова освіти й адміністрації провінції. Полонізація українців сягнула таких масштабів, що Голуховський спробував покінчити з українством у Львівському університеті, перевів україномовні видання на латинську абетку, намагався накинути греко-католицькій церкві римський календар.
Закарпаття
Число українських початкових шкіл з 479 у 1874 р. було зведено нанівець до початку XX ст. Україномовні видання зникли. Опір мадяризації чинили окремі особи. Серед них був і Августин Волошин, практично все життя якого пройшло під знаком цієї боротьби.

### Русифікація та утиски української мови в Московії та Російській імперії[84]
- 1622 р. — указом царя московського Михайла Федоровича та його батька патріарха Філарета було наказано зібрати та «спалити на пожежах» книги українського друку з суворою забороною будь-коли в майбутньому купувати такі книги. У Москві спалено «Євангеліє учителноє» К. Транквіліона-Ставровецького разом з іншими його книгами та «Катехізис» Лаврентія Зизанія[85][86][87].
- 1677 р. — Патріарх московський Іоаким наказав з українських книг знищити листки, які мають різницю від книг московських[88].
- 1689 р. — синод російської православної церкви заборонив Києво-Печерській лаврі друкувати перший том «Четьї-мінеї» Дмитра Ростовського.
- 1690 р. — московський патріарх Іоаким указом заборонив усе українське письменство, перший том книги «Четьї-мінеї» Данила Заточника було наказано спалити[89].
- 1692 р. — лист Московського патріарха до Києво-Печерської лаври про заборону будь-яких книг українською мовою[90].
- 1709 р. — указ Петра І про заборону друку книг українською мовою, а книги, друковані церковнослов'янською мовою, звіряти з російським виданням, «щоб у них ніякої різниці не було».
- 1720 р. — указ Петра І, щоб знову книг ніяких, крім церковних попередніх видань, в Україні не друкувати, а ті старі книги з книгами великоросійського друку зрівняти, «щоб ніякої різниці і особливого наріччя в них» не було[91][92].
- 20 грудня 1720 р. — Петро І видав указ київському губернському князю Голіцину, щоб «в усіх монастирях, що залишаються в Російській державі, продивитися та вилучити давні грамоти та інші куртуазні листи оригінальні, а також книги історичні, рукописні та друковані [українською мовою]»[93].
- 1721 р. — наказ Синоду надсилати книги з українських друкарень у «синодальну контору» для виправлення їх згідно з російськими вимогами та вимовою й звірення клеймом цензора[94].
- 1724 р. — друкарня Києво-Печерської лаври оштрафована на одну тисячу карбованців за друкування книг, не у всьому схожих з російськими. На таку ж суму і за таку ж «провину» оштрафовано і Чернігівську друкарню, яку перевезли до Москви.
- 1729 р. — наказ Петра ІІ про переписування в Україні державних постанов та розпоряджень з української мови на російську.
- 1740 р. — російська імператриця Анна Іванівна створила правління гетьманського уряду під керівництвом московського князя Олексія Шаховського та запровадила російську мову в діловодстві на території України.

Переписи 1740 — 1748 рр. свідчать, що у семи полках Гетьманщини на 1094 села припадало 866 шкіл з викладанням українською мовою. У 1804 р. було видано царський указ, який заборонив навчання українською мовою. Результати національного гніту одразу позначились на стані освіти в Україні. Уже перепис 1897 р. показав, що на 100 осіб було лише 13 письменних.
- 1748 р. — наказ Синоду Київському митрополитові Самуїлу Милославському ввести в Києво-Могилянській академії та в усіх школах України російську мову викладання, в результаті чого на Лівобережжі зникло 866 українських шкіл.
- 1750 р. — після скасування «Канцелярії міністерського правління малоросійських справ» у м. Глухові з неї вилучені та перевезені до Росії справи таємного діловодства. Документи архіву Запорозької Січі, знайдені під час «розорення Січі генерал-поручиком Текелією у скрині під престолом січової церкви», опинилися в Московському відділенні загального архіву Головного штабу.
- 1755 р. — наказ Синоду Києво-Печерській лаврі перекласти російською мовою «Четьї-мінеї» Дмитра Ростовського та Києво-Печерський патерик.
- 1763 р. — указ Катерини ІІ про заборону викладати українською мовою в Києво-Могилянській академії.
- 1764 р. — скасування Катериною ІІ українського гетьманства, а з ним — ліквідація українських навчально-культурних закладів та усунення від влади україномовних чиновників.Титульна сторінка 4-го видання «Євангелія від Матвія» у перекладі українською мовою П. Морачевського. Переклад «Нового Заповіту» було закінчено П. Морачевським 16 листопада 1861 р., однак через утиски української мови в Російській імперії його було надруковано лише 1907 р.[95]
- 1765 р. — ліквідація Катериною ІІ козацького устрою на Слобожанщині та козацьких шкіл.
- 1766 р. — Синод видав суворий указ Києво-Печерській лаврі друкувати лише ті книги, які в московській друкарні друкуються та апробовані Синодом.
- 1769 р. — Синод заборонив Києво-Печерській лаврі друкувати букварі українською мовою і наказав відібрати у людей ті букварі, які були вже на руках.
- 1782 р. — Катерина II створила комісію для заведення в Росії народних училищ, завданнями яких було запровадження єдиної форми навчання та викладання російської мови в усіх школах імперії.
- 1784 р. — Синод наказує митрополитові Київському і Галицькому Самуїлу карати студентів та звільняти з роботи учителів Києво-Могилянської академії за відхід від російської мови.
- 1785 р. — наказ Катерини ІІ по всіх церквах імперії правити службу Божу російською мовою. Російська мова заведена у всіх школах України.
- 1786 р. — Синод знову наказує митрополитові Київському контролювати Лаврську друкарню, щоб ніякої різниці з московськими виданнями не було, а в Києво-Могилянській академії негайно ввести систему навчання, узаконену для всієї імперії.
- 1789 р. — у Ст.-Петербурзі з ініціативи Катерини ІІ видано «Порівняльний словник усіх мов», у якому українська мова визначається як російська, спотворена польською.

- 1811 р. — закриття Києво-Могилянської академії.
- 1847 р. — розгром Кирило-Мефодіївського братства.
- 1853 р. — покалічено видання «Літопису» Г. Граб'янки.
- 1862 р. — закрито українські недільні школи. Припинилось видання українського літературного та науково-політичного журналу «Основа».
- 18 липня 1863 р. — Циркуляр № 394 або Валуєвський циркуляр (рос. Циркуляр министра внутренних дел П. А. Валуева Киевскому, Московскому и Петербургскому цензурным комитетам от 18 июля 1863 г.): «[…] ніякої особливої малоросійської мови не було, немає і бути не може, […] наріччя їхнє, що його вживає простий народ, є та сама російська мова, тільки зіпсована впливом на неї Польщі».Вперше повний текст «Емського указу» було надруковано у книзі Ф. Савченка «Заборона українства 1876 р. До історії громадських рухів на Україні 1860—1870 рр.», Харків, Київ, ДВУ, 1930 р.

Вперше повний текст «Емського указу» було надруковано у книзі Ф. Савченка «Заборона українства 1876 р. До історії громадських рухів на Україні 1860—1870 рр.», Харків, Київ, ДВУ, 1930 р.

|  | Попередні твори малоросійською мовою мали на увазі лише освічені класи Південної Росії, тепер же прихильники малоросійської народності звернули свої погляди на масу неосвічену, й ті з них, що прагнуть здійснення своїх політичних задумів, взялися, під приводом поширення письменності й освіти, за видання книжок для початкового читання, букварів, граматик, географій тощо. [...] Навчання в усіх без винятку училищах проводиться загальноросійською мовою і вживання в училищах малоросійської мови ніде не дозволене; саме питання про користь і можливості вживання в школах цього наріччя не тільки не вирішене, але навіть порушення цього питання прийнято більшістю малоросіян з обуренням, яке часто висловлюється в друку. Вони доволі ґрунтовно доводять, що ніякої особливої малоросійської мови не було, немає і бути не може, і що наріччя їхнє, що його вживає простий народ, є та сама російська мова, тільки зіпсована впливом на неї Польщі; що загальноросійська мова так само зрозуміла для малоросів, як і для великоросіян, і навіть значно зрозуміліша, ніж та, що тепер складається для них деякими малоросами, й особливо поляками, так звана українська мова. [... Окрім того] київський генерал-губернатор вважає небезпечним і шкідливим випуск у світ перекладу малоросійською мовою «Нового Заповіту», що розглядається нині духовною цензурою. [...] міністр внутрішніх справ визнав за необхідне [... дозволити до друку] тільки такі твори цією мовою, які належать до галузі красного письменства; пропуск же книг малоросійською мовою як духовного змісту, так навчальних і взагалі призначених для початкового читання народу, призупинити. |

- 1864 р. — тисячі пудів архівних матеріалів вивезли до Москви після судової реформи 1864 р. Згідно з обіжником Міністерства юстиції від 3 грудня 1866 р., туди потрапила велика кількість документів ліквідованих установ з Волинської, Київської, Катеринославської, Подільської, Херсонської та Чернігівської губерній.
- 1869 р. — законом чиновникам усіх відомств призначалась значна доплата за русифікацію.

- 30 травня 1876 р. — Емський указ. Заборона ввозити українські книги з-за кордону, заборона підписувати українські тексти під нотами, заборона українських вистав.

|  | [...] Не допускати ввезення в межі Імперії, без особливого на те дозволу Головного Управління у справах друку, будь-яких книг, що видаються за кордоном малоросійським наріччям. Заборонити в Імперії друк, на тому ж наріччі, будь-яких оригінальних творів чи перекладів, за винятком історичних пам'яток, але з тим, щоб і ці останні, якщо [вони] належать до усної народної словесності (як-от пісні, казки, приказки), видавалися без відступлення від загальноросійської орфографії (тобто не друкувалися так званою «кулішівкою»). [...] Заборонити також будь-які на тому ж наріччі сценічні вистави, тексти до нот і публічні читання (як такі, що мають наразі характер українофільських маніфестацій). Подтримати газету «Слово», що видається у Галичині в напрямку ворожому українофільському, назначивши їй хоча б невелику, але постійну субсидію [збоку дописано: «1000 крб. з сум III жанд., до тексту [...] не вводити, а лише мати на увазі»], без якої вона не може продовжувати існування і повинна буде припинити [діяльність]. [...] Посилити нагляд з боку місцевого навчального начальства, щоб не допускати у початкових училищах викладання будь-яких предметів малоросійським наріччям. [...] Звернути серйозну увагу на особовий склад викладачів в навчальних округах Харківській, Київській та Одеській, вимагаючи від попечителів цих округ іменного списку викладачів з позначкою про благонадійність кожного щодо українофільських тенденцій та тих, що позначені як неблагонадійні чи сумнівні, перевести у великоросійські губернії, замінивши уродженцями цих останніх. [...] Визнавалося б корисним взяти за загальне правило, щоб в навчальні установи округ: Харківської, Київської та Одеської призначити викладачів переважно великоросіян, а малоросіян направляти до учових закладів С.-Петербурзької, Казанської та Оренбурзької округ. |

- 1881 р. — закон про дозвіл на друкування словників українською мовою, але за російським правописом, постановка українських вистав залежала від місцевої адміністрації.
- 1888 р. — указ Олександра ІІІ «Про заборону вживання в офіційних установах української мови та хрещення українськими іменами».
- 1889 р. — у Києві на археологічному з'їзді дозволено читати реферати всіма мовами, крім української.
- 1892 р. — російський уряд наказує цензорам суворо стежити за тим, щоб не допустити українських літературних перекладів з російської мови.
- 1894 р. — заборона ввезення українських книг з-за кордону.
- 1895 р. — заборона української читанки та українських книг для дітей.
- 1903 р. — на відкритті пам'ятника І. Котляревському у Полтаві не дозволено промови українською мовою.
- 1905 р. — Кабінет Міністрів Росії відкинув клопотання Київського та Харківського університетів про скасування заборони української мови, визначаючи це несвоєчасним.
- 1906 і 1907 рр. — закриття «Просвіти» в Одесі та Миколаєві.
- 1908 р. — указ сенату про те, що освітня робота в Україні шкідлива й небезпечна для Росії.
- 1910 р. — указ П. Столипіна про зарахування українців до розряду інородців і про заборону будь-яких українських організацій.
- 1914 р. — указ Миколи II про заборону української преси.

### Русифікація та утиски української мови в Московії та Російській імперії

Титульна сторінка 4-го видання «Євангелія від Матвія» у перекладі українською мовою П. Морачевського. Переклад «Нового Заповіту» було закінчено П. Морачевським 16 листопада 1861 р., однак через утиски української мови в Російській імперії його було надруковано лише 1907 р.

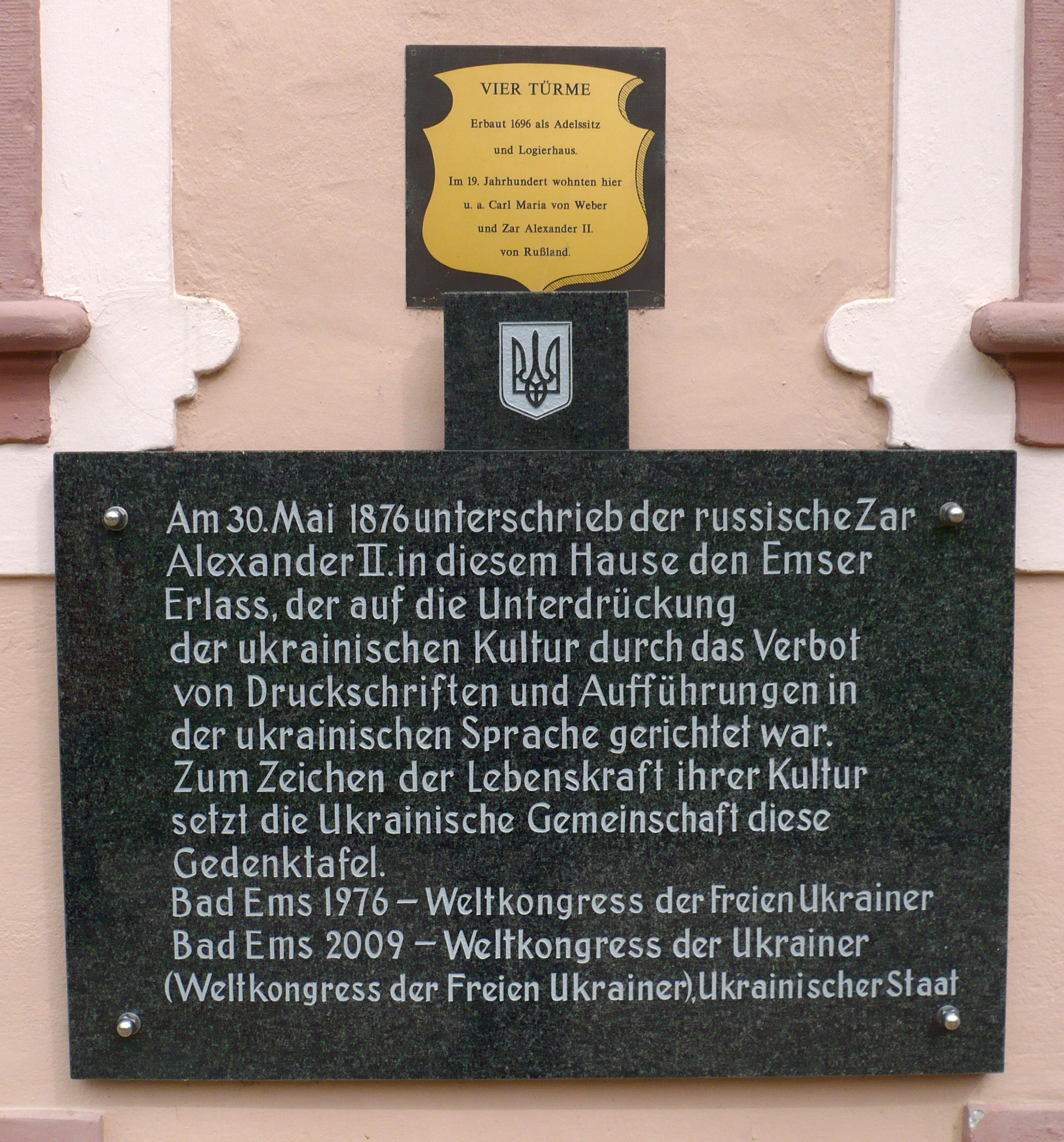
Пам'ятна дошка, присвячена «Емському указові», встановлена у місті Бад-Емс на будинку «Haus Vier Türme», вул. Ремерштрассе (Römerstr.)

### Радянський період
Під час 70 років радянської доби українська мова теоретично та де-юре була за головну місцеву мову в УРСР. Проте на практиці українська мала конкурувати з російською, яку політика радянського керівництва поставила в привілейоване становище.
Нижче наведено періодизацію мовної політики в Україні за радянської доби:
1. Русифікація — продовження мовної політики Російської імперії (1917—1923)
2. Українізація — терпимість (1923—1932) (дана періодизація — за Іваном Огієнком)
3. Переслідування — зросійщення (1932—1957)
4. Хрущовська «відлига» (1958—1962)
5. Шелестівський період: помірний поступ (1963—1972)
6. Щербицький «застій»: послідовне пригнічення (1973—1989)
7. Горбачовська «перебудова» (1990—1991)

### Після 1991 року

Українська мова як рідна в Україні по областях за переписом 2001.

Від 1991 р. в незалежній Україні українська мова є єдиною державною (за останнім переписом, відсоток осіб, що вважають українську за свою рідну мову, зріс до 67 %, тоді як відсоток тих, які вважають рідною російську, зменшився до 24 %). Мови меншин, включно з російською, можна використовувати на місцевому рівні. Багато етнічних росіян виїхало до Росії з економічних причин, у змішаних російсько-українських сім'ях себе переважно визначають за українців. Систему освіти в Україні було перебудовано з напівукраїнської на переважно українську. Поступово, хоч і повільно, збільшується роль української в ЗМІ та в діловій сфері. Проте через брак узгодженої мовної політики й сприятливе податкове законодавство в сусідній Росії російськомовна література переважає в сфері друкованого слова.

## Історія літературної мови
Історія української літературної мови є невід'ємною частиною загальної історії української мови. Вона охоплює тривалий період від початків писемності на українських землях до сучасності.
Українська літературна мова пройшла складний шлях розвитку, зазнаючи впливу різноманітних історичних, політичних та культурних чинників. Її формування відбувалося на основі живої народної мови, але також включало елементи церковнослов'янської мови, особливо на ранніх етапах.
Важливими віхами у розвитку української літературної мови були:
- Використання болгарської церковно-слов'янської у релігійній літературі в добу Русі

- Використання «руської мови» в офіційних документах Великого князівства Литовського
- Творчість Івана Котляревського, яка знаменувала початок нової української літературної мови
- Вплив творчості Тараса Шевченка на формування літературної норми
- Діяльність українських письменників та мовознавців XIX—XX століть
- Періоди українізації та русифікації в радянські часи
- Розвиток мови в умовах незалежної України

Протягом своєї історії українська літературна мова зазнавала як періодів розквіту, так і утисків. Вона розвивалася в умовах багатомовності, взаємодіючи з іншими мовами, зокрема польською та російською.
У різні історичні періоди українська літературна мова функціонувала в різних сферах: від церковного вжитку до офіційно-ділового, від художньої літератури до наукових праць. Цей процес супроводжувався формуванням літературних норм, розвитком стилів та збагаченням лексичного складу.
Сьогодні українська літературна мова продовжує свій розвиток, відповідаючи на виклики сучасного глобалізованого світу.

## Історія фонетики
Історія української фонетики є невід'ємною частиною загальної історії української мови, яка бере свій початок від праслов'янської доби. Протягом століть фонетична система української мови зазнавала значних змін, які сформували її унікальні риси.
У праслов'янський період закладалися основи фонетичної системи, спільної для всіх слов'янських мов. Давньоруський етап характеризувався розвитком специфічних рис, що відрізняли східнослов'янські мови від інших. Саме в цей час почали формуватися такі характерні ознаки української фонетики, як повноголосся (розвиток сполучень -оро-, -оло-, -ере- на місці праслов'янських -ra-, -la-, -re- між приголосними).
Староукраїнський період став ключовим для формування унікальних фонетичних рис української мови. Відбувся перехід давнього звука «ять» [ě] в [і] у більшості позицій, що стало однією з найхарактерніших ознак української фонетики. Також у цей час відбулася зміна [е] на [о] після шиплячих та поступове ствердіння приголосних перед [е] та [и].
Важливою зміною стало перетворення [g] на [h] (гортанний фрикативний звук), що відрізняє українську від багатьох інших слов'янських мов. Розвинулося характерне для української мови чергування [о], [е] з [і] в новозакритих складах.
У новоукраїнський період відбулося остаточне формування сучасної фонетичної системи української мови. Вона характеризується наявністю 6 голосних та 32 приголосних фонем, рухомим наголосом та розвиненою системою чергувань голосних і приголосних.
Дослідження історії української фонетики проводили такі видатні мовознавці, як Олександр Потебня, Павло Житецький, Олексій Шахматов та Юрій Шевельов. Їхні праці заклали фундамент для розуміння складних процесів формування та розвитку фонетичної системи української мови.

## Історія граматики української мови

### Морфологія
Відмінювання імен
У праслов'янській мові виділяють 6 типів відмінювання, що визначалися так званими детермінативами — тематичними голосними ранньопраслов'янських основ (до останніх також відносять приголосні звуки основ на приголосний). Після занепаду редукованих, коли рефлекси тематичних голосних або зникли, або перейшли до закінчень, це праслов'янське відмінювання зазнало переупорядкування, що привело до формування сучасної системи — де тип відмінювання (відміна) визначається родом і закінченнями.
Іменник
Прикметник
Прикметники в праслов'янський мові ділилися на невизначені (короткі, іменникові) і визначені (повні, займенникові). Невизначені були близькі за структурою до іменників і мали аналогічне з ними відмінювання. Визначені прикметники утворювалися від невизначених доданням вказівних займенників, які відмінювалися разом з прикметниками. Сучасна система прикметників поєднує парадигми праслов'янських невизначених і визначених прикметників.
Займенник
Як і в сучасній мові, у праслов'янській існували особові, вказівні, означальні, питально-відносні, заперечні, неозначені займенники. Особові займенники, на відміну від сучасних, мали тільки форми 1-ї і 2-ї особи. Вказівні займенники використовувалися для утворення визначених прикметників, від них також походять сучасні особові займенники 3-ї особи.
Числівник
У праслов'янській мові слова, вживані для ліку предметів, не утворювали окремої частини мови. Лексеми для позначення чисел 1—4 були за походженням і типом відмінювання прикметниками, слова для позначення більших чисел — іменниками. Надалі вони набули деяких спільних рис, що привело до формування окремого граматичного класу числівників.
Дієслово
Дієприкметник
Прислівник
Дієприслівник
Дієприслівник є порівняно «молодою» частиною мови. За походженням дієприслівники теперішнього і минулого часу являють собою колишні короткі форми активних дієприкметників (д.-рус. несучи, носѧчи, несъши), що втратили рід і здатність відмінюватися, «застигнувши» у формі називного відмінка жіночого роду множини. Вони більше не узгоджуються із іменником, а тільки виражають обставину способу дії.
Прийменник

## Погляди на історію української мови за часів СРСР
Історія походження та становлення української мови до сьогодення є об'єктом гострих суперечок, як суто мовознавчого, так і політичного характеру. Розвиткові знань про ранню історію української мови заважав брак державної незалежності України. Більшість відомостей про мову розглядали крізь призму чужоземних, передусім російських, концепцій. Існування окремої української мови не було загально визнаним до початку XX століття, коли українська мова розглядалась як «малороський діалект» російської мови. Окремі росіяни дотримуються подібних поглядів на українську мову до сих пір.
Радянську історіографію було побудовано на ідеології трьох братерських народів — російського, українського та білоруського. Радянські науковці були схильні визнавати різницю між українською та російською лише в пізніший період, від XIV століття та пов'язували становлення української та білоруської мови із впливом польської. Натомість українські науковці відзначають різницю між мовами Галичини-Волині та Новгорода-Суздаля до 1100 р. З цим погоджуються деякі європейські та американські мовознавці. Роз'єднання ж білоруської та української мови відносять до періоду входження Русі українських та білоруських земель до Польсько-Литовського князівства.
Попри полеміку, що точиться навколо національної гордості та імперського мислення, незаперечним підґрунтям для етно-лінгвістичного розуміння походження української мови є постійна наявність слов'янських поселень на теренах України. Прабатьківщину слов'ян досі з цілковитою точністю не визначено, але археологічні та лінгвістичні дані свідчать про те, що вона, імовірно, займала простори Східної Європи від Вісли і Одера до Дніпра. Таким чином значна частина сучасної України були частиною прабатьківщини слов'ян узагалі.
Слов'янські мови постали з т. зв. праслов'янської мови, яка виділилася з мови індоєвропейської. До VI століття окремі східнослов'янські елементи вже забезпечили слов'янську ідентичність цивілізації антів. Переселення слов'ян на захід та південь у VI-VII століттях призводить до поділу первісно єдиної спільнослов'янської мови на три підгрупи — східнослов'янську, західнослов'янську та південнослов'янську.